# تگزاس
تِگْزاس یا تِکْزاس (به انگلیسی: Texas)، (به اسپانیایی: Tejas) یکی از ۵۰ ایالت آمریکا، با مرکزیت شهر آستین دومین ایالت پرجمعیت این کشور (پس از کالیفرنیا)، دومین ایالت بزرگ آمریکا (پس از آلاسکا) و همچنین دومین اقتصاد بزرگ ایالتی را پس از کالیفرنیا دارا است. این ایالت در جنوب آمریکا قرار دارد و دارای مرز بین‌المللی با کشور مکزیک است. همچنین از نظر مرزبندی ایالتی، از طرف غرب با ایالت نیومکزیکو، شمال با اوکلاهما، شمال‌شرق آرکانزاس و از طرف شرق هم با لوئیزیانا دارای مرزهای مشترک است. مساحت تگزاس ۶۹۶٬۲۰۰ کیلومتر مربع بوده و جمعیت روبه رشد آن بر پایه آمارهای ژوئیهٔ ۲۰۲۳ برابر است با ۳۰.۵ میلیون نفر بوده‌است.
هیوستون پرجمعیت‌ترین شهر تگزاس و چهارمین شهر پرجمعیت در کل آمریکاست در حالی که سان آنتونیو دومین شهر بزرگ تگزاس بوده و هفتمین شهر بزرگ آمریکا محسوب می‌شود. از دیگر شهرهای مهم این ایالت می‌توان به ال پاسو و آستین، که مرکز تگزاس نیز است، اشاره نمود. شعار تگزاس ایالت تک‌ستاره است که این شعار روی پرچم مربوط به این ایالت و مهر ایالتی آن نیز ذکر شده. این شعار در واقع بیانگر این موضوع است که روزی تگزاس، پس از استقلال و جدایی از مکزیک، خود یک کشور بوده (که این موضوع در مورد سایر ایالت‌ها رخ نداده). همچنین ریشهٔ نام تگزاس (Texas) برگرفته شده از واژهٔ Tejas است که در زبان کادوها به معنی رفقا و دوستان است.
اگرچه که تگزاس در جنوب آمریکا است و عمدتاً آن را به‌خاطر هوای گرم و بیابانی می‌شناسند، تنها ۱۰٪ از خاک تگزاس شامل بیابان است. همچنین بخاطر مساحت بسیارش، تقریباً می‌توان گونه‌های مختلف طبیعی و آب‌وهوایی جنوبی و جنوب‌غربی آمریکا را در آن مشاهده نمود.
از شعارهای مربوط به این ایالت می‌توان به شعار شش پرچم بر فراز تگزاس اشاره نمود که نشان از ۶ کشور و حکومتی دارد که بر کل یا مناطقی از تگزاس در طول تاریخ حکمرانی کردند. از جمله این کشورها می‌توان به اسپانیا اشاره نمود. اسپانیا نخستین کشور اروپایی بود که ادعای مالکیت قسمت‌هایی از تگزاس را کرد. فرانسه هم چندی بعد تر مالک قسمت‌هایی شد. سپس تا سال ۱۸۳۶ این ایالت تحت تصرف کشور مکزیک بود تا اینکه اعلام استقلال کرد و خود جمهوری تگزاس را تشکیل داد. در پایان نیز در سال ۱۸۴۵ به خاک آمریکا پیوست و یکی از ایالت‌های آمریکا شد. اما ششمین پرچم مربوط است به ایالات مؤتلفه آمریکا که تگزاس مدتی به آن‌ها پیوسته بود.
یکی از صنایع تگزاس که پس از جنگ داخلی بسیار در این ایالت رونق گرفت، صنعت گاوداری و پرورش گاو است. به‌خاطر این پیشینهٔ قدیمی در صنعت پرورش گاو، واژگانی چون کابوی ایجاد شدند که به این ایالت و مردمانش اشاره دارند. همچنین در سدهٔ بیستم با کشف شدن منابع نفتی و آغاز به استخراج آن‌ها، اقتصاد تگزاس کاملاً متحول شده و پیشرفت بسیار خوبی را تجربه کرد. از علت‌های موفقیت تگزاس می‌توان به سرمایه‌گذاری‌های بزرگ این ایالت بر روی مراکز آکادمیک و دانشگاهی و در نتیجه استفاده از فناوری و روش‌های نوین در صنایع خود اشاره نمود. امروزه تگزاس در صنایعی چون پتروشیمی، انرژی، رایانه، لوازم دیجیتال، هوافضا و تحقیقات پزشکی از ایالت‌های پیشرو است.

## نام
نام تگزاس به‌طور دقیق «تِکسِس» تلفظ می‌شود، و برگرفته از واژهٔ Tejas است که نامی سرخ‌پوستی از قبیلهٔ کادو است. این واژه اشاره به نام بومیان اولیهٔ این منطقه دارد و به معنای «دوست» و «رفیق» می‌باشد.
در زمان حکمرانی اسپانیایی‌ها بر این منطقه، نام تگزاس رسماً Nuevo Reino de Filipinas: La Provincia de Texas شده بود. آنتونیو مارجیل، نخستین شخصی بود که رسماً در تاریخ ۲۰ ژوئیهٔ ۱۷۱۶ از این نام در نامه‌ای رسمی استفاده نمود. البته این اسم در زبان عامیانه و صحبت‌های مردمی چندان مورد استفاده قرار نمی‌گرفت و عمدتاً بیشتر در اسناد رسمی از آن‌ها استفاده می‌شد.

## جغرافیا
ایالت تگزاس پس از آلاسکا، دومین ایالت بزرگ آمریکا است که مساحتی حدود ۶۹۶٬۲۰۰ کیلومتر مربع دارد. با این حساب حدود ۱۰٪ از کل کشور فرانسه و دو برابر از کشورهایی چون آلمان و ژاپن بزرگ‌تر است. اگر تگزاس همچنان یک کشور مستقل می‌ماند، پس از شیلی و زامبیا، چهلمین کشور بزرگ جهان عنوان می‌گرفت.
تگزاس در منطقهٔ جنوب مرکزی آمریکا قرار دارد و سه مرز آن با رودخانه‌ها مشخص شده. رودخانهٔ ریوگرانده که مرزی طبیعی میان تگزاس و کشور مکزیک ایجاد کرده. رودخانهٔ سرخ که مرز مابین تگزاس و مرز میان دو ایالت اوکلاهاما و آرکانزاس است و در نهایت رودخانهٔ سابین که از طرف شرق مرزی طبیعی با ایالت لوئیزیانا ایجاد کرده. اما در کل تگزاس دارای ۳٬۷۰۰ آبراهه (رودخانه) نام‌دار و ۱۵ رودخانهٔ بزرگ می‌شود که در میان همه، ریوگرانده از همه بزرگ‌تر است. همچنین چندین دریاچهٔ طبیعی و بیش از ۱۰۰ دریاچه (مخازن) مصنوعی و غیرطبیعی آبی دارد.

### زندگی جانوری
حیوانات و حشرات مختلفی در تگزاس زندگی می‌کنند. به شکل دقیق‌تر، حدود ۱۰۰ گونه از پستانداران، ۲۱۳ گونه از خزندگان و چندین گونه پرنده‌های گوناگون ساکن ایالت تگزاس هستند که در کل حدود ۵۹۰ گونه بومی را تشکیل می‌دهند. از این میان حدود ۱۲ گونه از سایز مناطق به تگزاس منتقل شده و در حال حاضر آزادانه در حال تولیدمثل و زندگی هستند.

### آب و هوا

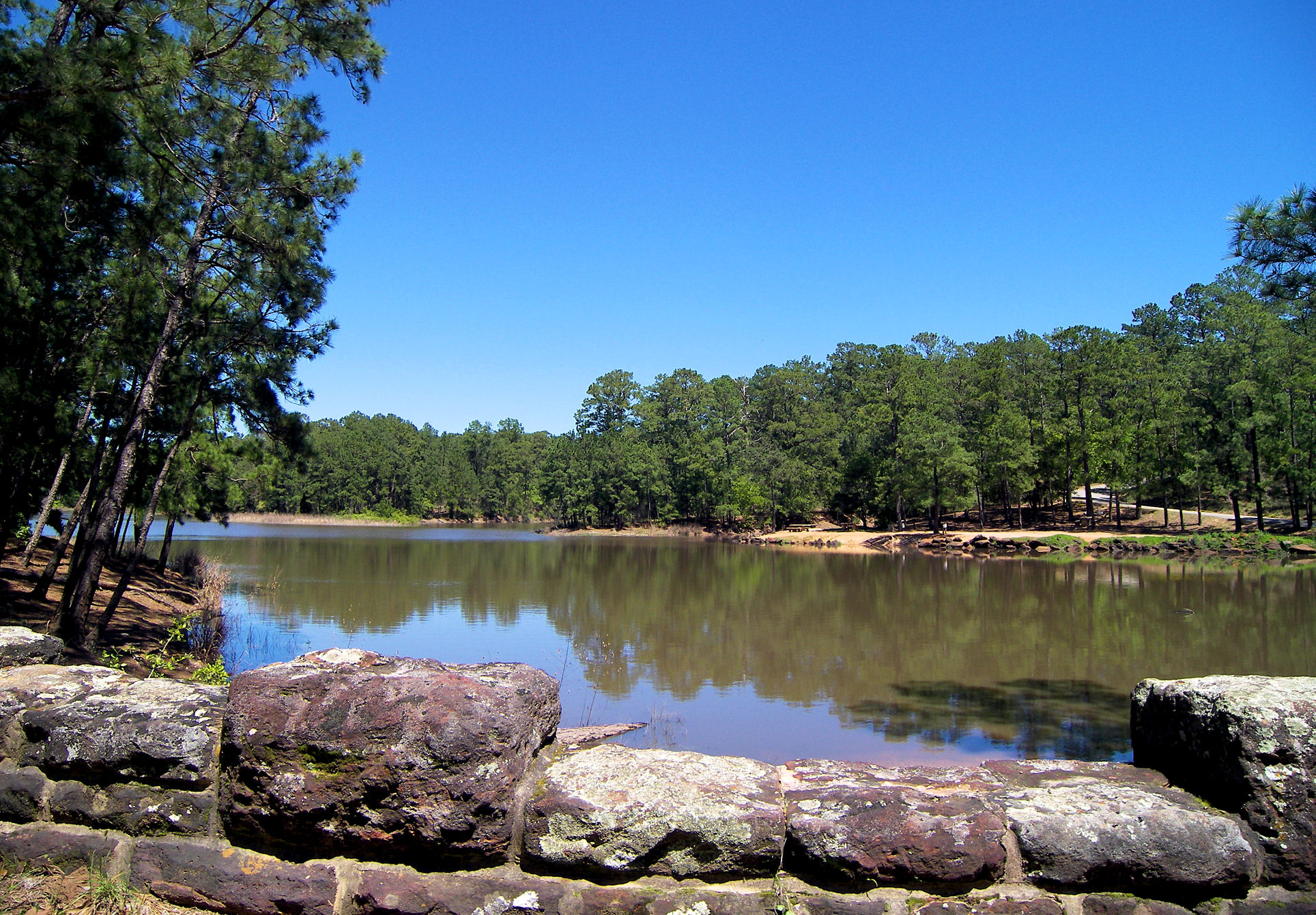
طبیعت تگزاس را می‌توان در هیل کانتری آن دید.

آب‌وهوای تگزاس به‌خاطر مساحت بسیار بالای آن مختلف و متفاوت است. به عنوان مثال اِل‌پاسو در غربی‌ترین نقطهٔ تگزاس دارای میانگین بارش سالیانه ۲۲۰ میلی‌متری است در حالی که مناطق جنوب شرقی این ایالت میزان بارش ۱٬۶۰۰ میلی‌متری را به شکل سالیانه تجربه می‌کنند. همچنین دالاس در منطقهٔ مرکزی تگزاس میزان بارشی متعادل، حدود ۹۴۰ میلی‌متری را داراست.
دربارهٔ بارش برف، مناطق غربی شاهد بارش برف به شکل چندین باره هستند در حالی که مناطق مرکزی بارش برف را سالی یک یا دو بار تجربه می‌کنند و برعکس، مناطق شرقی هر چند سال یک‌بار شاهد بارش برف هستند. برف به ندرت در مناطق جنوبی سان آنتونیو دیده می‌شود.
گرم‌ترین دمای به ثبت رسیده در ماه‌های تابستان در مناطق غربی ۲۶ درجهٔ سانتیگراد است در حالی که بعضی دیگر از مناطق تا ۳۲ درجه هم می‌رسند. اما در کل آب و هوای تگزاس در شرق مرطوب و شرجی، در غرب خشک و بیابانی، و در شمال قاره‌ایست.

### گازهای گلخانه‌ای
تگزاس بزرگ‌ترین تولیدکنندهٔ گازهای گلخانه‌ای در آمریکاست. به شکل سالیانه تقریباً ۶۸۰ میلیارد کیلوگرم کربن‌دی‌اکسید توسط این ایالت تولید می‌شود. اگر تگزاس کشوری مستقل بود، هفتمین تولیدکنندهٔ گازهای گلخانه‌ای در جهان نام می‌گرفت. یکی از مهم‌ترین علت‌های تولید این میزان آلودگی، وجود تعداد زیادی نیروگاه سوخت فسیلی در این ایالت است.
از سوی دیگر ایالت تگزاس در تولید انرژی به‌وسیله توربین‌های بادی با ۲۲٬۶۰۰ مگاوات انرژی تولید شده در میان ایالات متحده رتبهٔ نخست را داراست به طوری که در سال ۲۰۱۷ نزدیک به ۱۵٪ کل انرژی تولید شده این ایالت از باد نشأت گرفت.

### بلایای طبیعی
در باب حوادث طبیعی، تگزاس تقریباً عاری از مناطق زلزله‌خیز است. در عوض نواحی شرق مجاور خلیج مکزیک هر ساله در اواخر فصل تابستان شاهد تردد سیستم‌های پرفشاری همچون توفندهای سهمگین هستند که می‌توانند باعث ایجاد خساراتی فراگیر گردند. توفند آیک و توفند ریتا دو نمونه توفند در سال‌های اخیرند که در تگزاس خرابی ببار آوردند. در نواحی شمال ایالت در عوض تعدد پیچندها بیشتر دیده می‌شود. در سال ۲۰۱۷ سیل شدید در تگزاس بیش از ۵۰ نفر را به کام مرگ کشانید و ده‌ها میلیارد دلار خسارت به بار آورد

## فرهنگ

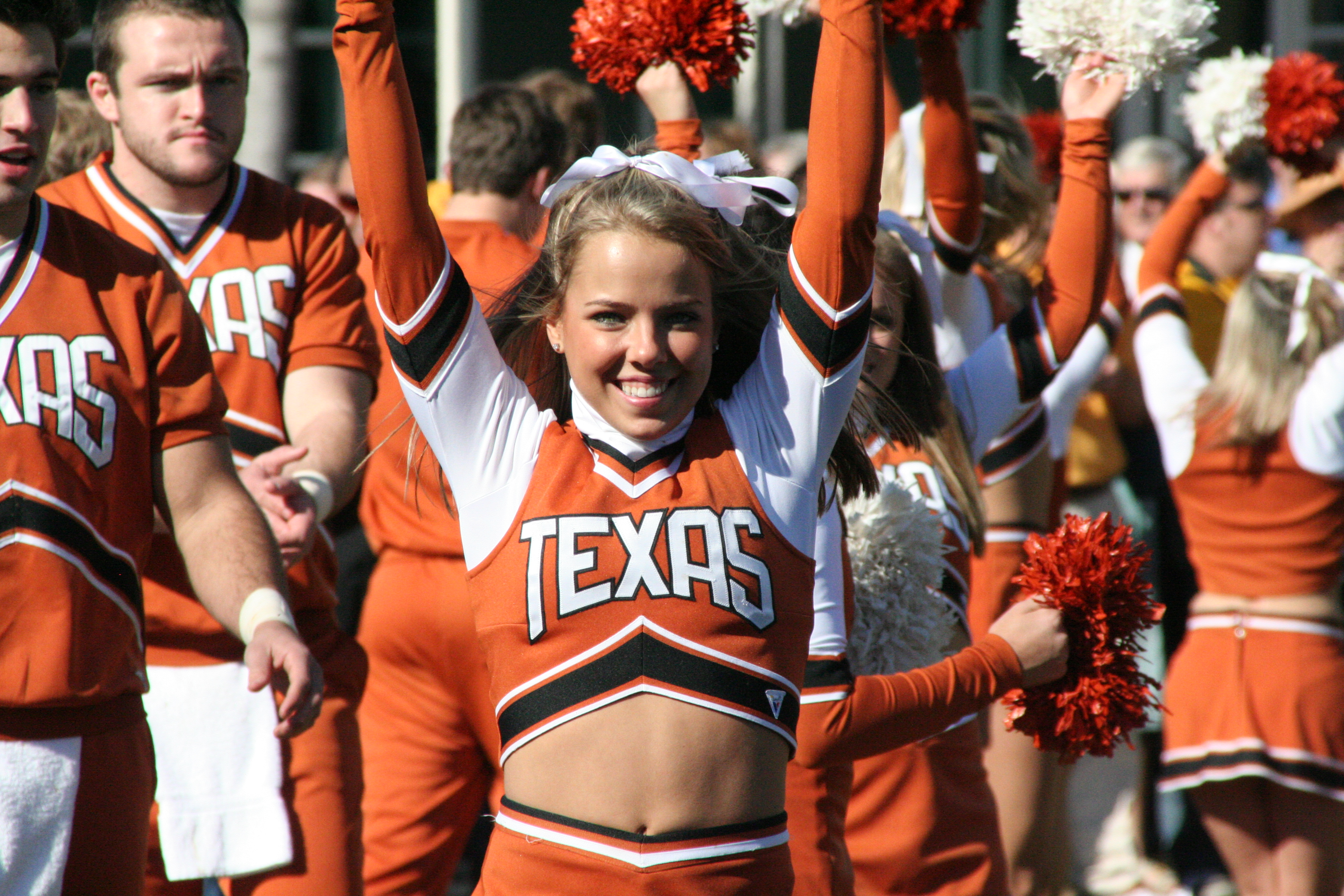
مشوقان تیم تگزاس لانگ‌هورنز در مسابقات قهرمانی فوتبال آمریکایی دانشگاه‌های کشور در سال ۲۰۰۷

شهرهای لاباک، آماریلو، دالاس، هیوستون، و مناطق اطراف آن از نظر فرهنگی جزئی از ایالت‌های جنوبی آمریکا محسوب می‌شوند، درحالی‌که نواحی جنوب و غرب آستین همانند سن آنتونیو و ال پاسو (جنوب و غرب ایالت) جزو ایالت‌های جنوب غربی آمریکا محسوب می‌گردند.
فرهنگ لاتینوها (اسپانیایی زبانان) در تگزاس حضور بسیار مشهودی دارد. اعیادی مثل سینکو دو مایو، فیستا سن آنتونیو، و فیستا نوچه دل ریو هر ساله به صورت پرتعداد برگزار می‌گردند، و مشاهده جشن‌های با حضور پینیاتا و ماریاچی واقعه‌ای بس روزمره می‌نماید.

### نمادها
پروانه شهریار حشره افتخاری ایالت تگزاس است. علاوه بر این، آرمادیلو رسماً «پستاندار کوچک افتخاری» ایالت تگزاس است.
اما درازشاخ تگزاس است که نماد راستین ایالت و رسماً «پستاندار بزرگ افتخاری» ایالت تگزاس می‌باشد.

## مردم

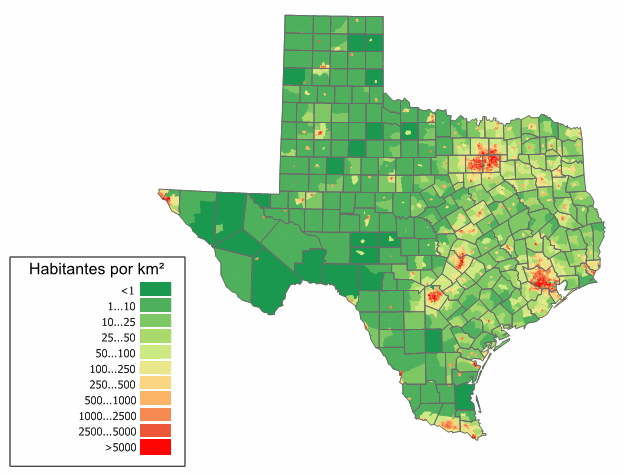
نقشهٔ پراکندگی جمعیت ایالت تگزاس. چهار نقطهٔ بزرگ قرمزرنگ به ترتیب بزرگی، شهرهای دالاس، هیوستون، سن آنتونیو، و آستین هستند. در انتهای جنوب ایالت، شهر مک‌آلن، و در نوک منتهی‌الیه غرب ایالت، شهر ال پاسو را نیز به رنگ قرمز می‌توان دید.

بر طبق آمارهای ادارهٔ آمار آمریکا، جمعیت ایالت تگزاس تا ماه ژوئیهٔ ۲۰۱۳ برابر بود با ۲۶٬۴۴۸٬۱۹۳ نفر بوده که رشدی ۵٫۲ درصدی را به نسبت آمارهای این اداره تا سال ۲۰۱۰ را نشان می‌دهد.
تا سال ۲۰۱۴ تگزاس شامل ۳٫۵ میلیون اتباعی می‌شد که زادگاهشان در کشور دیگری است (۱۵٫۶٪ از کل جمعیت) که بر طبق برآورد انجام گرفته، حدود ۱٫۲ میلیون آن‌ها به شکل غیرقانونی ساکن تگزاس هستند. میان سال‌های ۲۰۰۰ تا ۲۰۰۶ تگزاس بیشترین رشد را در مهاجرت‌های غیرقانونی، به نسبت سایر ایالت‌ها داشت. همچنین دو سوم کل جمعیت این ایالت در شهرهای بزرگ همچون هیوستون ساکن هستند.

### نژاد
- سفید آمریکایی ۷۰٫۴ درصد
- سیاه‌پوست یا آفریقایی-آمریکایی ۱۱٫۸ درصد
- بومی آمریکایی ۰٫۷ درصد
- آسیایی ۳٫۸ درصد (هندی ۱٫۰ درصد - ویتنامی ۰٫۸ درصد - چینی ۰٫۶ درصد - فیلیپینی ۰٫۴ درصد - کره‌ای ۰٫۳ درصد - ژاپنی ۰٫۱ درصد - سایر آسیایی‌ها ۰٫۶درصد)
- آمریکایی‌های جزایر آرام ۰٫۱ درصد
- سایر نژادها ۱۰٫۵ درصد
- دو یا چندنژادی ۲٫۷ درصد

سن میانهٔ اهالی تگزاس ۳۳٫۱ سال است. سفیدان ۴۸٫۳٪، لاتینوها ۳۵٫۷٪، و سیاهان ۱۱٫۹٪ جمعیت تگزاس را تشکیل می‌دهند. ۱۵٫۹٪ اهالی تگزاس زادهٔ خارج از کشور هستند درحالی‌که این رقم برای ایالات متحده آمریکا ۱۲٫۵٪ است.
ایالت تگزاس بیش از ۶۰۰٬۰۰۰ مسلمان ساکن دارد.

### ایرانیان مقیم تگزاس

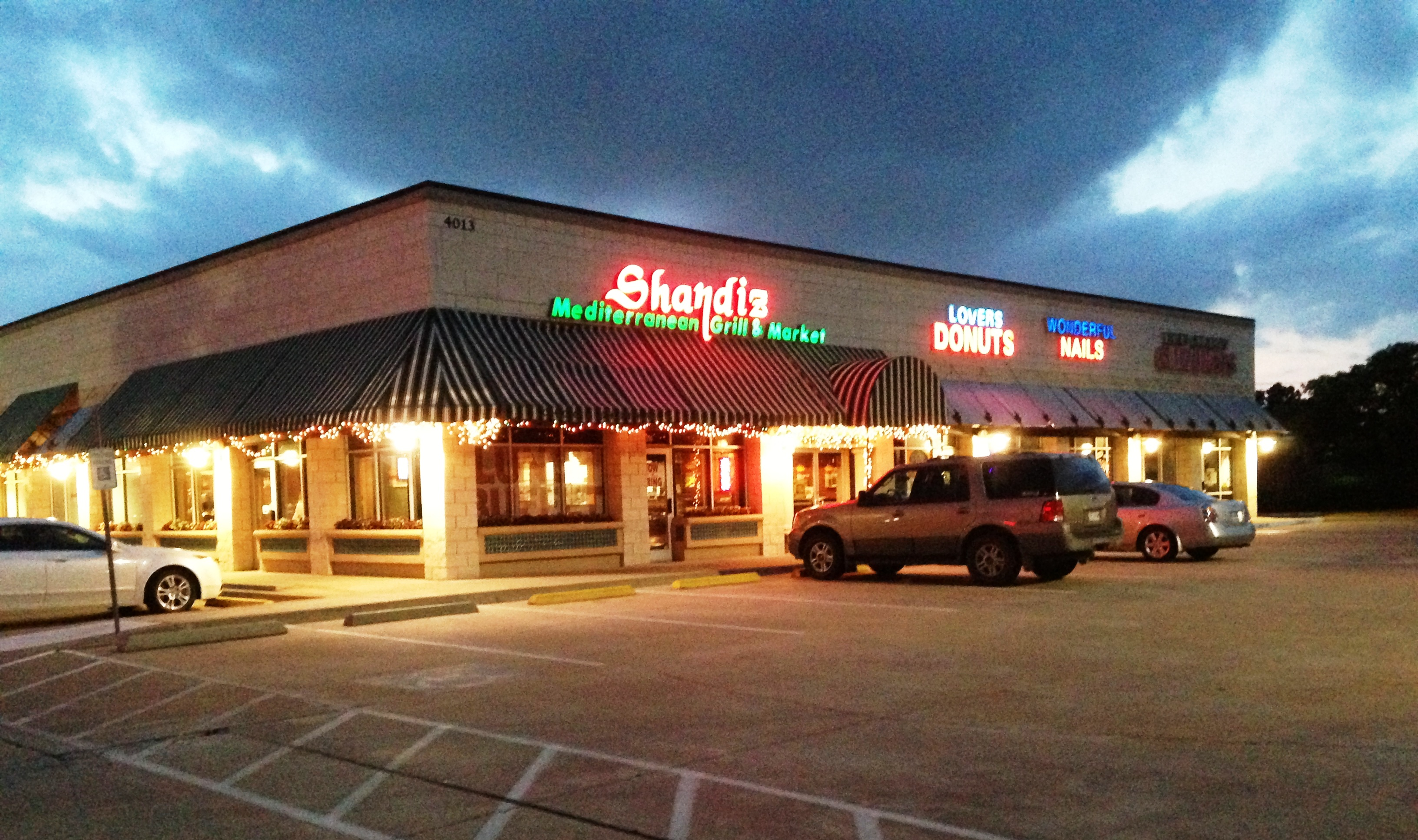
چلوکبابی شاندیز در دالاس

تگزاس همچنین دارای جمعیت زیادی ایرانی‌تبار و فارسی‌زبان است. از ناموران این گروه مهرنوش (خواننده)، سوزان روشن، هوشنگ انصاری، انوشه انصاری، شان دایوری، ایمان حاجی هاشمی، کیوان حکیمزاده، فریناز کوشانفر و پویا کلاهی می‌باشد. مصطفی چمران، کمال خرازی، امید کوکبی، و ابراهیم یزدی نیز از دانشگاهیان مقیم یا دانش آموختگان این ایالت بوده‌اند. اکثر این افراد مقیم هیوستون بوده‌اند، جایی که در سال ۱۹۹۴ حدود ۵۰٬۰۰۰ نفر ایرانی ساکن بودند. از سوی دیگر همچنین امروزه گفته می‌شود افزون بر ۳۰٬۰۰۰ ایرانی در کلانشهر دالاس نیز سکونت دارند. خبرنامهٔ هفتگی «شهروند دالاس» به‌صورت رایگان از سال ۱۳۷۸ تا کنون هر هفته منتشر می‌شود. نفوذ و اقتدار ایرانیان دالاس به قدریست که در آوریل ۲۰۱۹ وزیر امور خارجهٔ آمریکا مایک پومپئو پشت درهای بسته با افراد سرشناس جامعهٔ ایرانیان آمریکا در این شهر دیدار و گفت‌وگو کرد.
از آنجایی که هیل کانتری تگزاس بی شباهت به مناطق خوش آب و هوای زاگرس و خوزستان نیست، آستین و سن آنتونیو (هر کدام لااقل با بیش از ۳۰۰۰ ایرانی به‌طور تخمین) تعداد زیادی مهاجر خوزستانی و شیرازی به خود جذب کرده. ایرانیان شهرهای آستین و هیوستون از دیرباز (یعنی حتی قبل از انقلاب) جذب مشاغل شرکت‌های بزرگ نفتی و تجاری و صنایع پیشرفته فناوری پزشکی در آستین و هیوستون می‌شده‌اند. دانشگاه تگزاس در آستین و تگزاس ای اند ام حتی در سالیان پس از انقلاب ایران از بزرگ‌ترین مراکز دانشگاهی برای تحصیلات تکمیلی ایرانیان مهاجر بوده‌است. شهر سن انتونیو یکی از بزرگ‌ترین مراکز تعلیم پرسنل نیروی هوایی شاهنشاهی ایران بود و خلبانان ایرانی زیادی در پایگاه نیروی هوایی لاکلند دوره دیدند. در زمان انقلاب سال ۵۷، محمدرضاشاه پهلوی به همراه همسرش فرح پهلوی در نوامبر سال ۱۹۷۹ پس از ترک ایران، در این شهر به مدت ۲ هفته اقامت داشتند و از تجهیزات پزشکی یکی از مراکز درمانی نیروی هوایی این شهر بنام مرکز پزشکی ویلفورد هال جهت بهبودی حال شاه بهره جستند.
در سال ۲۰۰۶ علی و گیتا صابریون، دو ایرانی مقیم شهر هیوستون در تگزاس مبلغ ۱۰ میلیون دلار به مرکز سرطان ام دی اندرسون دانشگاه تگزاس اهدا کردند. جشنواره فیلم ایرانی موزه هنرهای زیبای هیوستون هر ساله در تگزاس بر پا می‌گردد.

## شهرهای تگزاس
شهرهای مهم تگزاس دالاس، سن‌آنتونیو، فورت وورث، آستین، ال پاسو، سن مارکوس، ویکو، کورپوس کریستی، آماریلو، میدلند، لاباک، و هیوستن هستند.
شهرهای هوستون، سن‌آنتونیو، و دالاس به ترتیب چهارمین، هفتمین، و نهمین بزرگ‌ترین شهرهای آمریکا از لحاظ جمعیتی می‌باشند. اما با احتساب مناطق حومه‌ای، دالاس-فورت وورث بزرگ‌ترین کلان‌شهر ایالت و چهارمین کلان‌شهر بزرگ ایالات متحده آمریکا است.

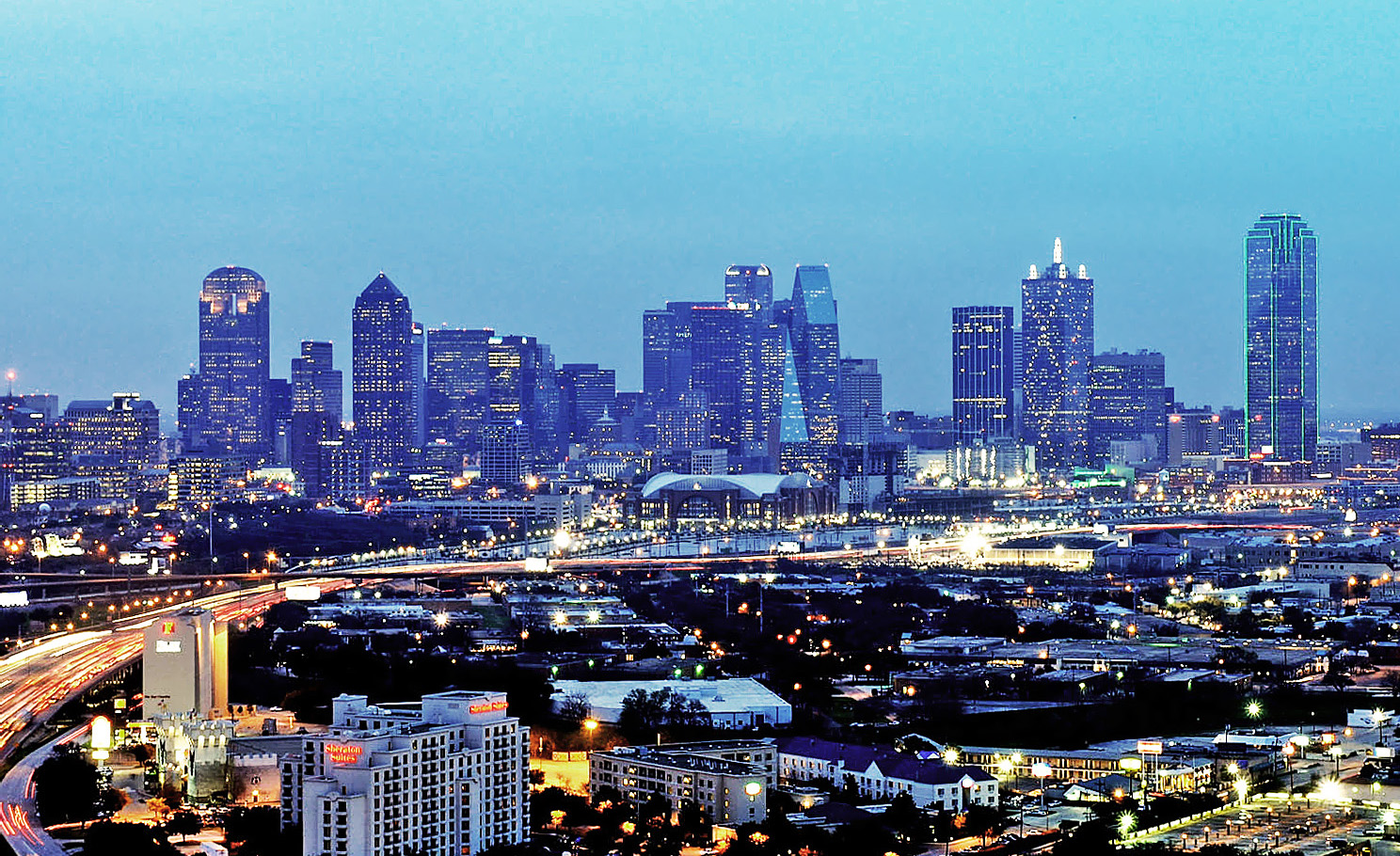
کلان-شهر دالاس-فورت وورث
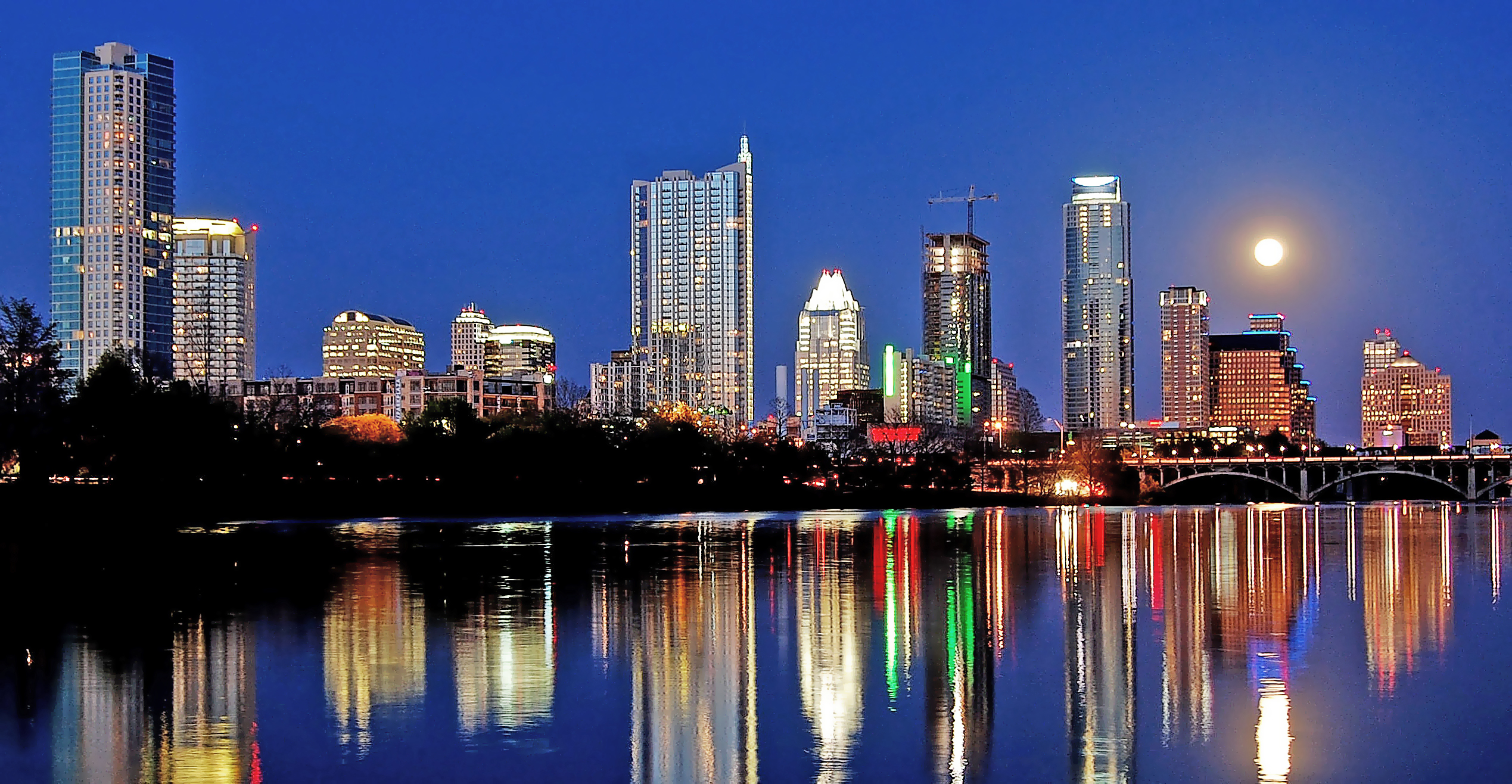
آستین، پایتخت ایالت
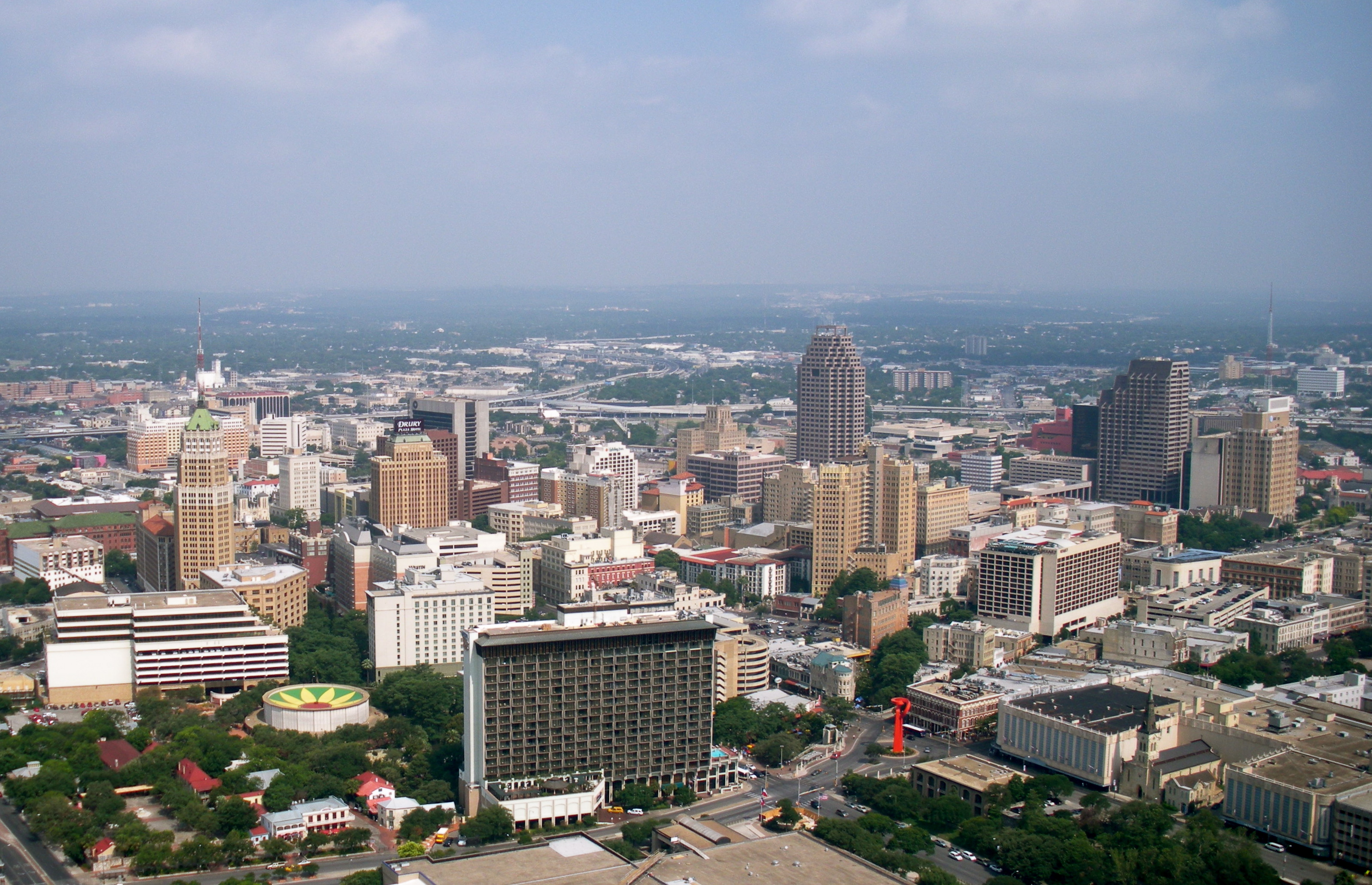
سن آنتونیو: زادگاه تگزاس
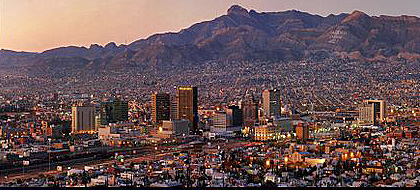
ال پاسو: بزرگترین شهر مرزی تگزاس

### نقشه‌ها

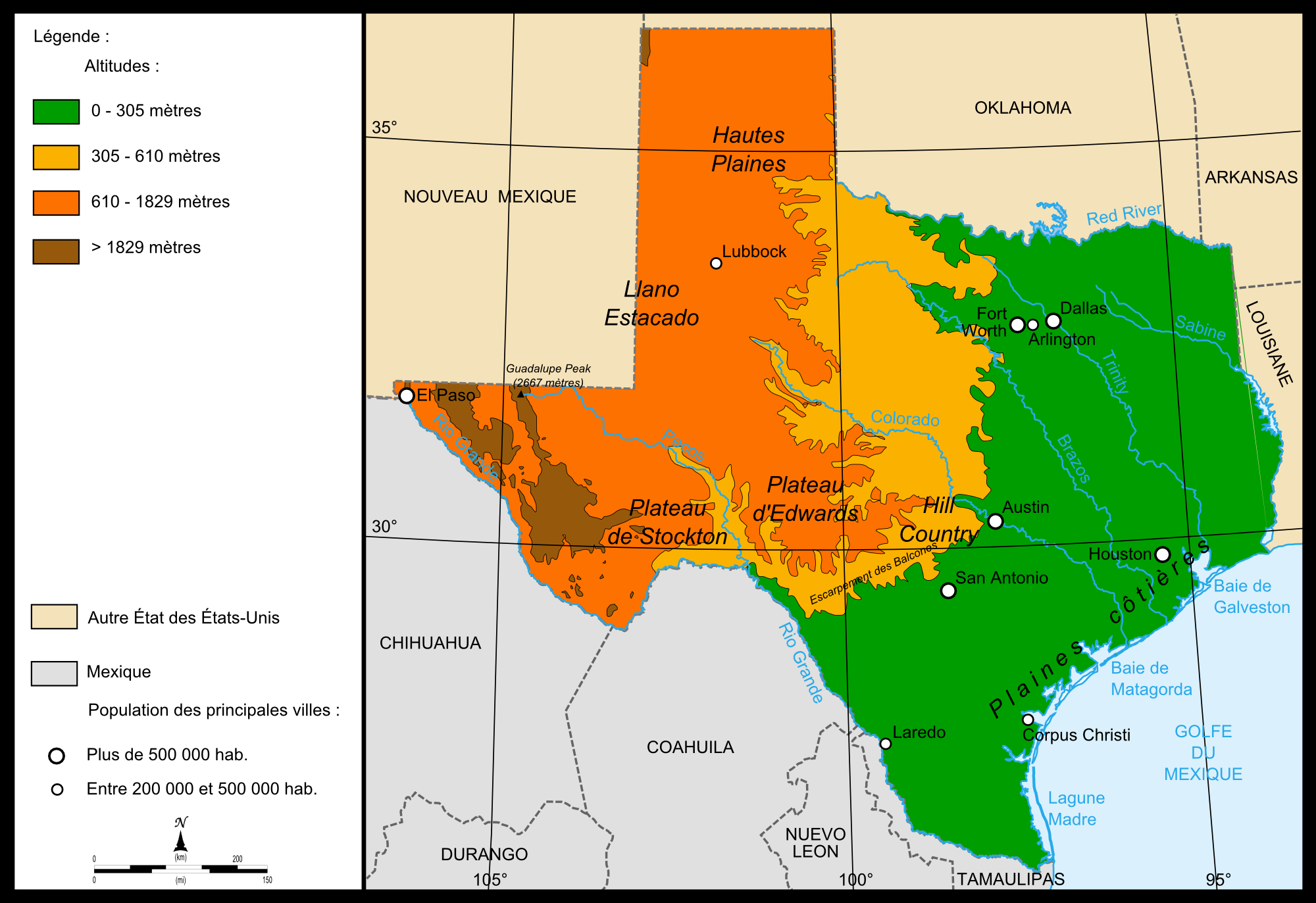
نقشه متوسط ارتفاعات اراضی
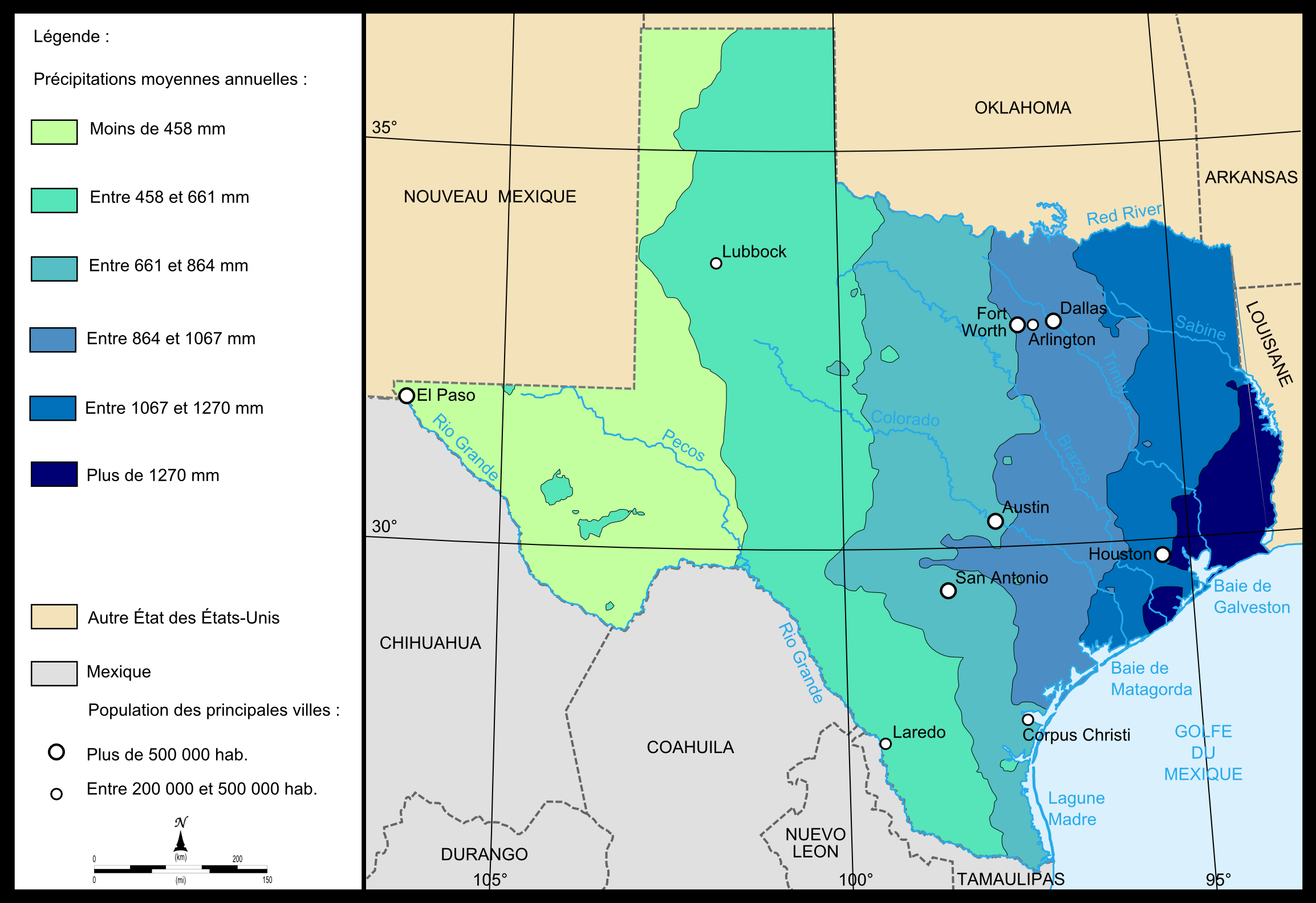
نقشه میزان متوسط بارندگی ایالت
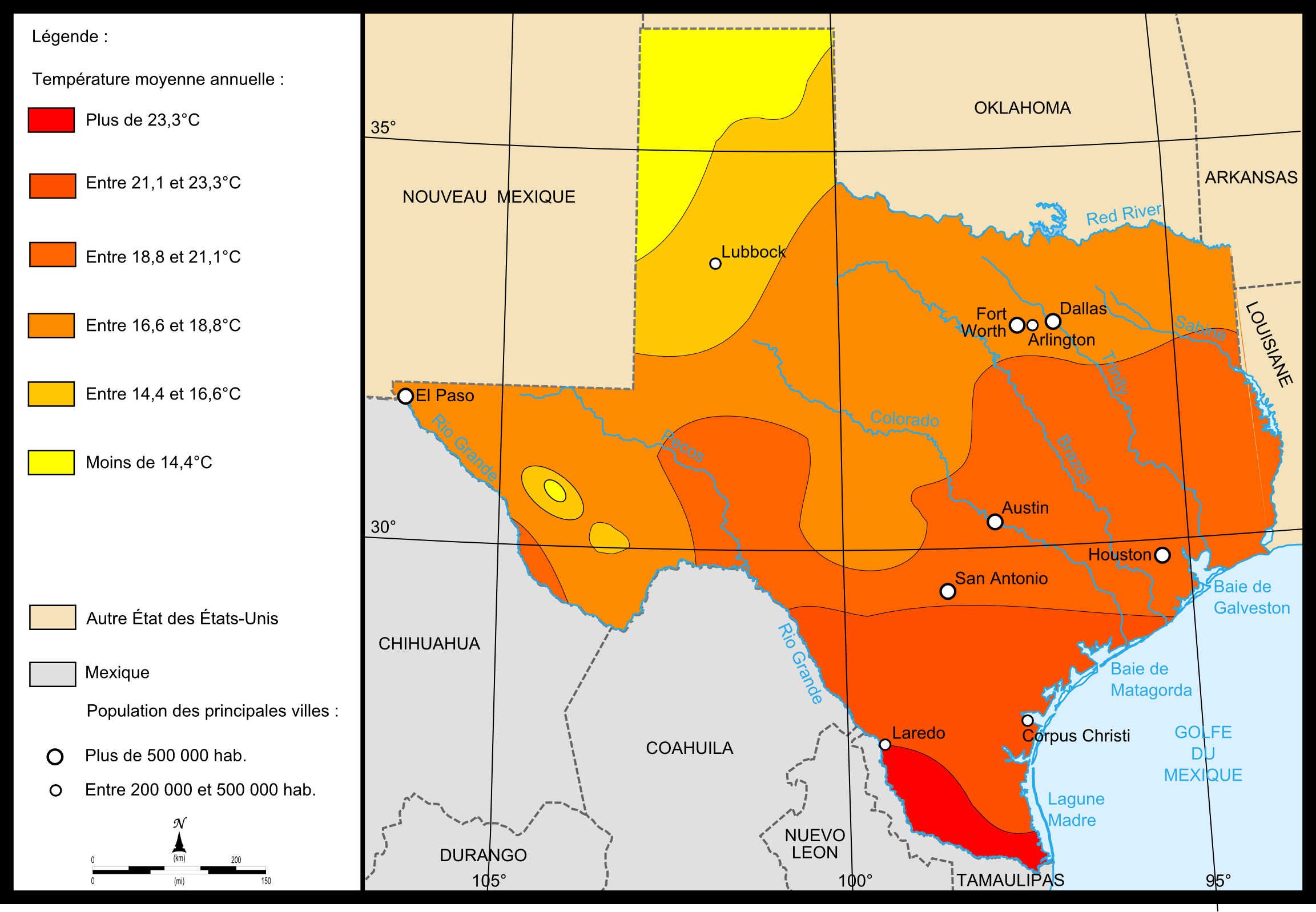
نقشه مقایسه دمای متوسط ایالت

## تاریخ تگزاس

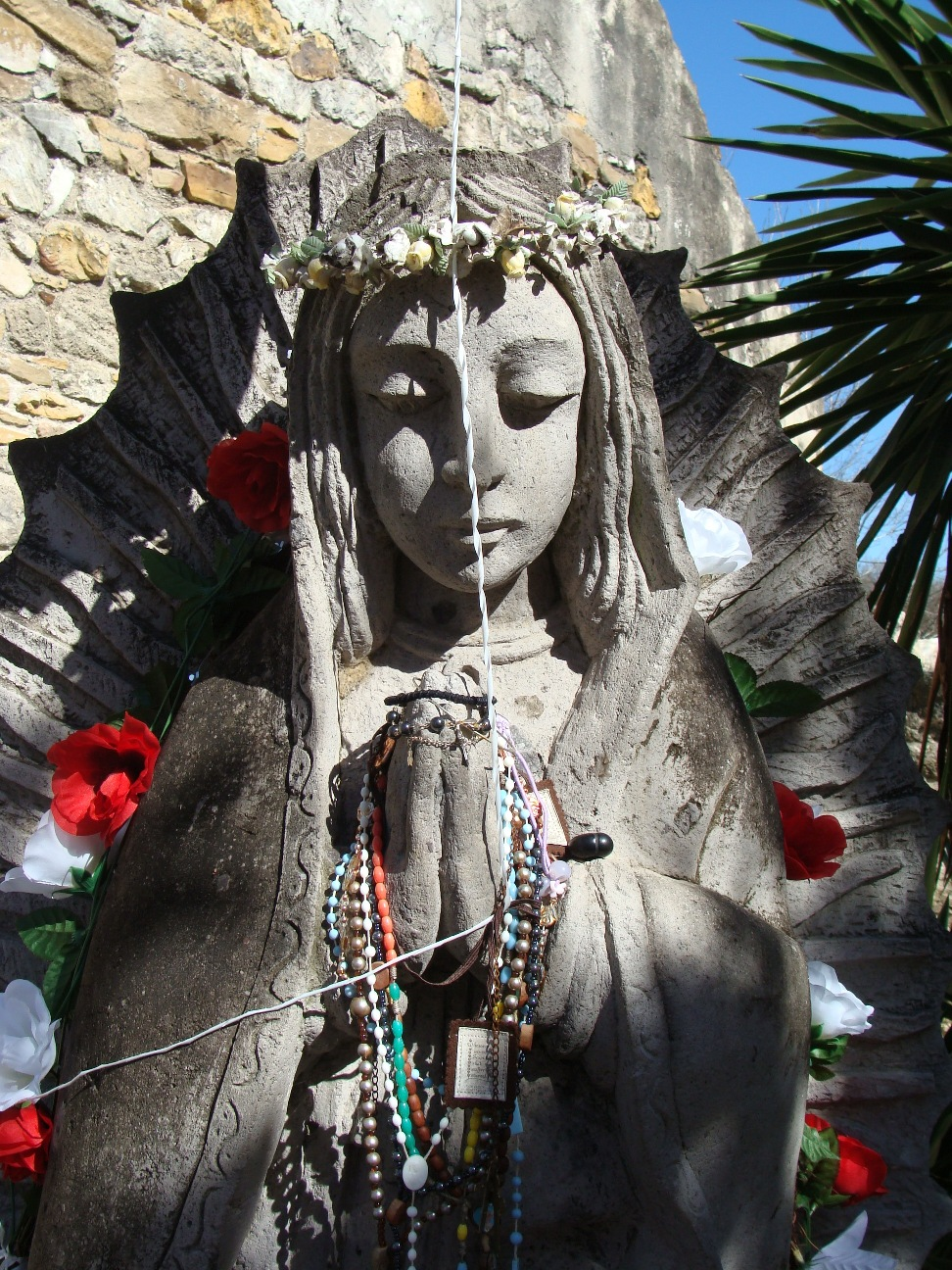
تسبیحات نذورات بر روی تندیس قدیسه در میسیون سان خوان در سن آنتونیو. این مکان در سال ۱۷۱۶ در سن آنتونیو توسط مبلغان پرتغالی بنا گردید.

### دوران پیش از اروپا
تگزاس بین دو حوزه مهم فرهنگی آمریکای شمالی پیش کلمبیا قرار دارد: مناطق جنوب غربی و دشت‌ها. باستان شناسان دریافته اند که سه فرهنگ اصلی بومی در این سرزمین زندگی می‌کنند و قبل از اولین تماس اروپاییان به اوج رشد خود رسیده‌اند. این بود: مردمان باستانی پوئبلو از قسمت بالا و ریو گرانده منطقه، غرب محور تگزاس؛ تمدن میسیسیپی، همچنین به عنوان شناخته شده موند سازندگان، که در امتداد گسترش می‌سی‌سی‌پی دره رودخانه در شرق تگزاس؛ و تمدنهای Mesoamerica، مرکز جنوب تگزاس است. تأثیر Teotihuacan در شمال مکزیک در حدود سال ۵۰۰ میلادی به اوج خود رسیده و طی قرون ۸ تا ۱۰ کاهش یافته‌است.
هنگامی که اروپاییان به منطقه تگزاس رسیدند، چندین فرهنگ مختلف از مردم بومی، تقسیم شده به بسیاری از قبایل کوچکتر، در آنجا زندگی می‌کردند. آنها Caddoan, Atakapan، آتاباسک، Coahuiltecan و آتو-Aztecan. اقوام پوتل اوتو آزتکان به ریو گراند در بخش غربی ایالت زندگی می‌کردند، قبایل آپاچی زبان Athabaskan زبان در سراسر کشور زندگی می‌کردند، کادوها بیشتر مناطق رودخانه سرخ را کنترل می‌کردند و آتاکاپان‌ها بیشتر در امتداد ساحل خلیج مرکز بودند. حداقل یک قبیله از Coahuiltecans, Aranama، در جنوب تگزاس زندگی می‌کرد. کل این گروه فرهنگ، که در درجه اول در شمال شرقی مکزیک قرار دارد، اکنون منقرض شده‌است. دشوار است که بگوییم چه کسانی در اصل در منطقه شمال غربی این ایالت زندگی می‌کردند. زمانی که این منطقه مورد کاوش قرار گرفت، متعلق به Comanche نسبتاً شناخته شده، یکی دیگر از مردم اوتو-آزتکان بود که به یک فرهنگ اسب قدرتمند تبدیل شده بود، اما اعتقاد بر این است که آنها بعداً آمدند و در طول شانزدهم در آنجا زندگی نمی‌کردند قرن. این ادعا ممکن است توسط چندین قوم مختلف، از جمله اوتو-آزتکان‌ها، آتاباسکانی‌ها یا حتی Dhegihan Siouans صورت گرفته باشد.
در منطقه تگزاس کنونی هیچ فرهنگی غالب نبود و بسیاری از مردم در این منطقه سکونت داشتند. قبایل بومی آمریکا که در داخل مرزهای امروزی تگزاس زندگی می‌کردند شامل آلاباما، آپاچی، آتاکاپان، بیدای، قبیله کادو، آراناما، کومانچی، چاکتاو، کوشاتا، هاسینای، جومانو، کارانکاوا، کیکاپو، کیووا در، تنکاوا، و ویچیتا.

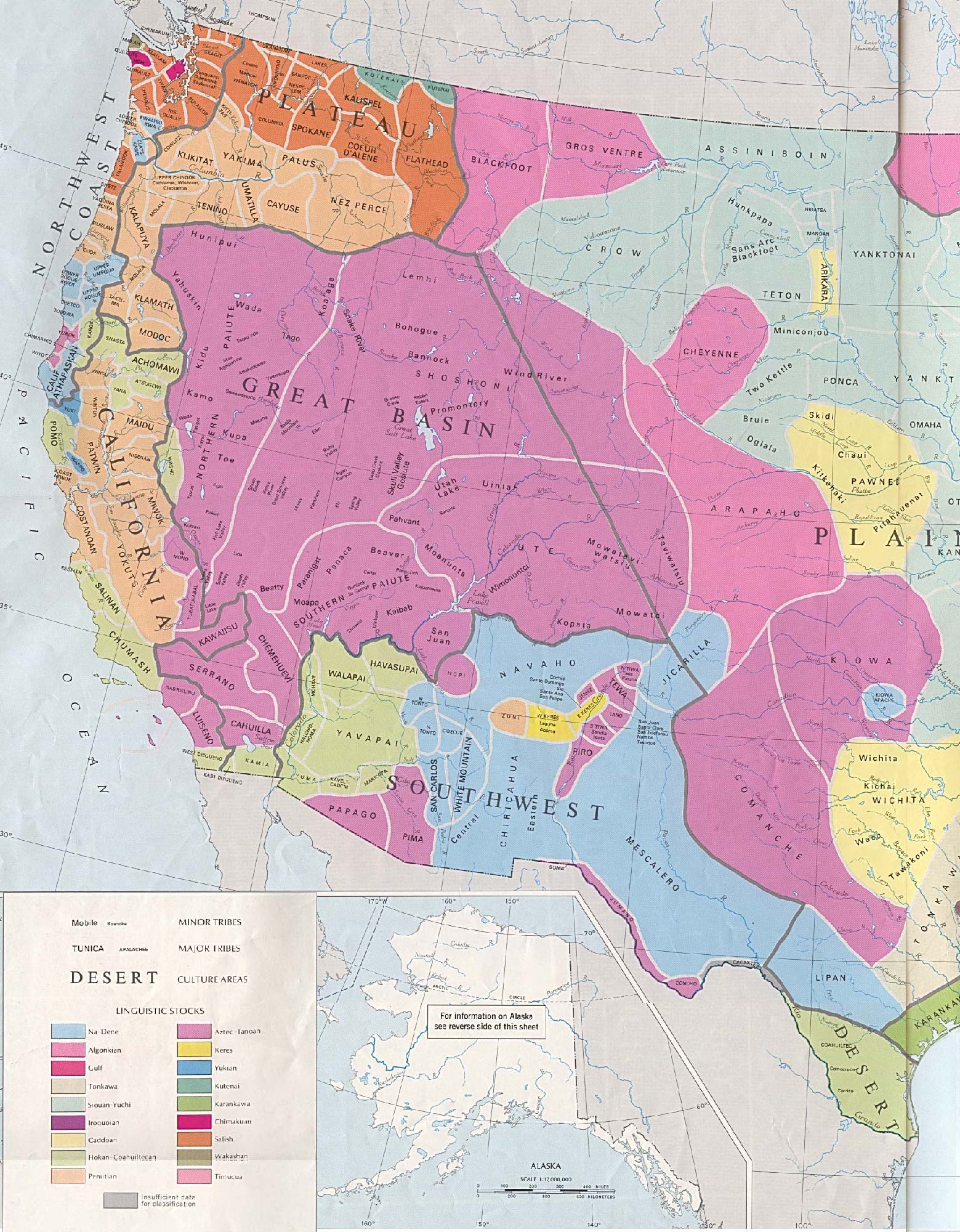
سرزمین‌های قبیله ای اوایل آمریکای بومی

نقوش ۴ هزار سالهٔ متعددی بر روی دیواره‌های غارهای پارک ایالتی سمینول کنیون در جنوب تگزاس دیده می‌شود.
چند قرن تماس تا زمان انقلاب تگزاس کنترل می‌شد. آنها نسبت به جمعیت بومی خود بسیار مهربان نبودند - حتی در مورد کادوها که به دلیل تقسیم فرهنگ آنها بین اسپانیایی‌ها و فرانسوی‌ها مورد اعتماد نبودند، کمتر بود. هنگامی که اسپانیایی‌ها به‌طور خلاصه موفق به تسخیر مستعمره لوئیزیانا شدند، آنها تصمیم گرفتند تاکتیک‌های خود را تغییر داده و دوستانه با هند بسیار دوستانه رفتار کنند، که این کار حتی پس از پس گرفتن مستعمره فرانسوی‌ها توسط فرانسه ادامه یافت. پس از خرید لوئیزیانا در سال ۱۸۰۳، ایالات متحده این شرایط عجیب را به ارث برد. کادوئی‌ها شرکت آمریکایی‌ها را ترجیح دادند و تقریباً کل جمعیت آنها به ایالت‌های لوئیزیانا و آرکانزاس مهاجرت کردند. اسپانیایی‌ها پس از صرف وقت و تلاش زیاد احساس لرزیده و شروع به تلاش برای بازگرداندن کادو کردند، حتی به آنها قول زمین بیشتری می‌دهند. ظاهراً بدون اینکه بدانند واقعاً چگونه از پس آن برآمدند، ایالات متحده (که از زمانی که خرید لوئیزیانا را به دست آوردند اقوام را متقاعد کرد که از سفیدپوستان با فروش همه چیز جدا شوند و به سمت غرب حرکت کنند) با سرریز جمعیت بومی در میسوری و آرکانزاس و توانستند با کادوها مذاکره کنند تا اجازه دهند چند آواره در سرزمینهای بلا استفاده در شرق تگزاس مستقر شوند. آنها شامل ایالات متحده (که از زمانی که خرید لوئیزیانا را به دست آورده بود، قبایل را متقاعد کرد تا خود را از سفیدپوستان با فروش همه چیز جدا کرده و به سمت غرب حرکت دهند) با طغیان مردم بومی در میسوری و آرکانزاس روبرو شد و توانست با کادوها مذاکره کند تا به چندین مردم آواره را برای سکونت در زمینهای بلااستفاده در شرق تگزاس. آنها شامل ایالات متحده (که از زمانی که خرید لوئیزیانا را به دست آورده بود، قبایل را متقاعد کرد تا خود را از سفیدپوستان با فروش همه چیز جدا کرده و به سمت غرب حرکت دهند) با طغیان مردم بومی در میسوری و آرکانزاس روبرو شد و توانست با کادوها مذاکره کند تا به چندین مردم آواره را برای سکونت در زمینهای بلااستفاده در شرق تگزاس. آنها شامل ماسکوگی، هوما چکتاو، لناپ و مینگو سنکا، از جمله دیگران، که همه به دیدن کادوها به عنوان منجی نگاه کردند، باعث تأثیرپذیری بسیار این مردم شد.
اینکه یک قبیله بومی آمریکایی دوستانه باشد یا جنگی، برای سرنوشت کاوشگران و مهاجران اروپایی در آن سرزمین بسیار مهم بود. قبایل دوستانه به افراد تازه‌وارد آموختند که چگونه محصولات بومی پرورش دهند، غذا تهیه کنند و شکار حیوانات وحشی کنند. قبایل جنگ طلب با حمله و مقاومت در برابر تازه واردان زندگی را برای اروپاییان سخت و خطرناک کردند.
در طول انقلاب تگزاس، ایالات متحده به شدت درگیر شد. معاهدات قبلی با اسپانیایی هر یک از طرفین را از نظامی گری جمعیت بومی خود در هر درگیری بالقوه بین دو ملت منع می‌کرد. در آن زمان، چندین شیوع ناگهانی خشونت بین مردم کادو و تگزاس گسترش یافت. در هنگام س از کادوها همیشه بی‌خبر بودند، مقامات تگزاسی و آمریکایی در منطقه هرگز نتوانستند مدارک و شواهد مرتبط با آنها را پیدا کنند و اغلب از سرزمین‌های کادو دور بودند، به سختی منطقی به نظر می‌رسید. به نظر می‌رسد به احتمال زیاد این حملات با پرچم دروغین به منظور شروع یک اثر سرشار از فشار برای مجبور کردن بومیان تحت نفوذ کادو به درگیری مسلحانه بدون شکستن هیچ معاهده ای - ترجیحاً در طرف اسپانیایی‌ها بوده‌است. در حالی که هیچ مدرکی در مورد اینکه مقصر چه کسی بود پیدا شد، در آن زمان متصدیان تگزاس بارها تلاش کردند تا مردم کادو را به خاطر حوادثی که دولت ایالات متحده سعی در کنترل آنها داشت، مقصر و مجازات کنند. به‌علاوه، کادوها هرگز به دلیل آن به خشونت روی نیاوردند، مگر موارد دفاع از خود.
در دهه ۱۸۳۰، ایالات متحده قانون حذف هند را تهیه کرده بود که برای تسهیل رد اشک استفاده شد. نمایندگان هندی در سراسر شرق ایالات متحده آمریکا از ترس مجازات سایر مردم بومی، ناامیدانه شروع به تلاش برای متقاعد کردن همه مردم بومی خود برای ریشه کن کردن و حرکت به سمت غرب کردند. این شامل کاددان‌های لوئیزیانا و آرکانزاس بود. پس از انقلاب تگزاس، تگزاسی‌ها تصمیم به صلح با مردم بومی خود گرفتند اما ادعاها یا توافق‌نامه‌های سابق زمینی را رعایت نکردند. این حرکت جمعیت بومیان را به سمت شمال به سرزمین هند - اوکلاهامای امروزی آغاز کرد.
پرچم تگزاس تاکنون ۶ بار تغییر چهره داده‌است: پرچم اسپانیا، پرچم فرانسه، پرچم مکزیک، پرچم جمهوری تگزاس، پرچم کنفدراسیون ایالات جنوب آمریکا، و پرچم ایالات متحده آمریکا.
سن آنتونیو قلب تاریخی تگزاس به‌شمار می‌آید و محل جنگ آلامو است که در آن تگزاس برای استقلال علیه ارتش مکزیک مبارزه کرد. نهایتاً تگزاس رسماً در سال ۱۸۴۵ عضو ایالات متحده آمریکا گردید، و در سال‌های ۱۸۳۶–۱۸۴۵ یک کشور مستقل بود. نام این کشور جمهوری تگزاس بود.
در سال ۱۸۶۱، تگزاس از ایالات متحده جدا گشت، و عضو ایالات مؤتلفه آمریکا گردید. با شکست این گروه در جنگ داخلی آمریکا، تگزاس نیز بار دیگر به ایالات متحده پیوست.

## دولت و سیاست در تگزاس
به غیر از شهرهای بزرگ همانند هیوستون و سن انتونیو و دلاس-فورت وورث و آستین، اکثر ساکنان ایالت را جمهوری خواهان تشکیل می‌دهند به‌خصوص در قسمت‌های شمالی و مرکزی و شرقی. این توازن البته با ازدیاد روزافزون جمعیت اسپانیایی-تبارها در ۲۰ سال آینده در حال تغییر است. به‌طور نمونه در حال حاضر اسپانیایی-تبارها در شهرهای سن انتونیو و ال پاسو بزرگ‌ترین گروه جمعیتی هستند و لذا بیشتر به دموکرات‌ها نزدیکتر بوده‌اند.
تگزاس در حال حاضر در کنگره آمریکا ۳۶ نماینده در مجموع دارد که از آن‌ها ۱۲ نفر دموکرات و ۲۴ تای مابقی جمهوریخواهند.
تگزاس یک سیستم پارلمان دو مجلسی دارد: مجلس نمایندگان تگزاس ۱۵۰ عضو دارد که به مدت چهار تا ترم دو ساله می‌توانند در مقام خود خدمت کنند. جو استراوس (ج) سخنگوی مجلس است. مجلس سنای تگزاس نیز ۳۲ عضو دارد که می‌توانند به مدت دو ترم چهار ساله در مقام خود خدمت کنند. دیوید دوهرست (ج) ریاست سنا را بر عهده دارد.
همچنین تگزاس مراکز نظامی متعدد و بزرگی نیز دارد. بزرگ‌ترین پایگاه نظامی ایالات متحده آمریکا به نام پایگاه فورت هود در ایالت تگزاس قرار دارد.

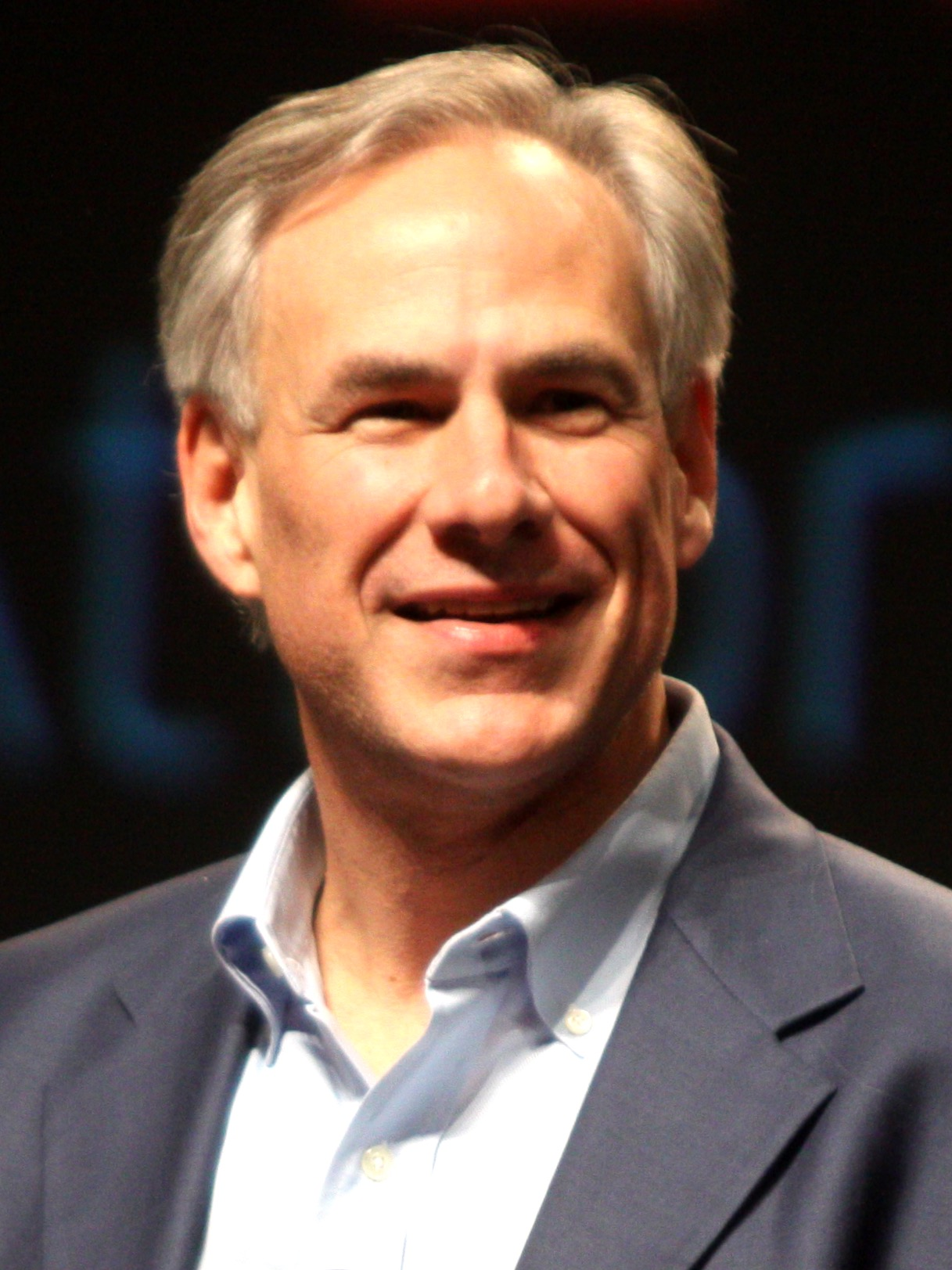
فرماندار: گرگ ابت (جمهوریخواه)

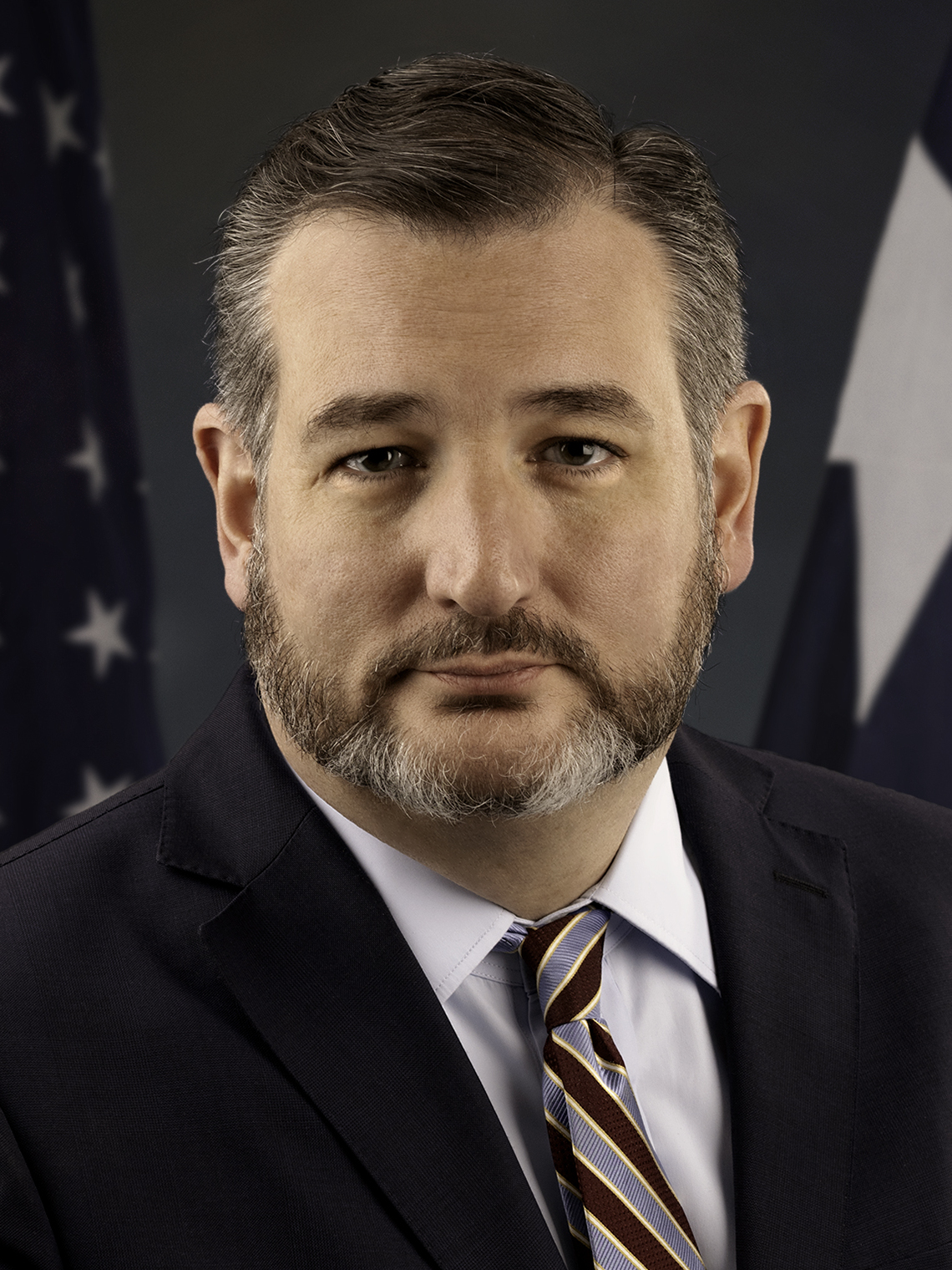
سناتور: تد کروز (جمهوریخواه)
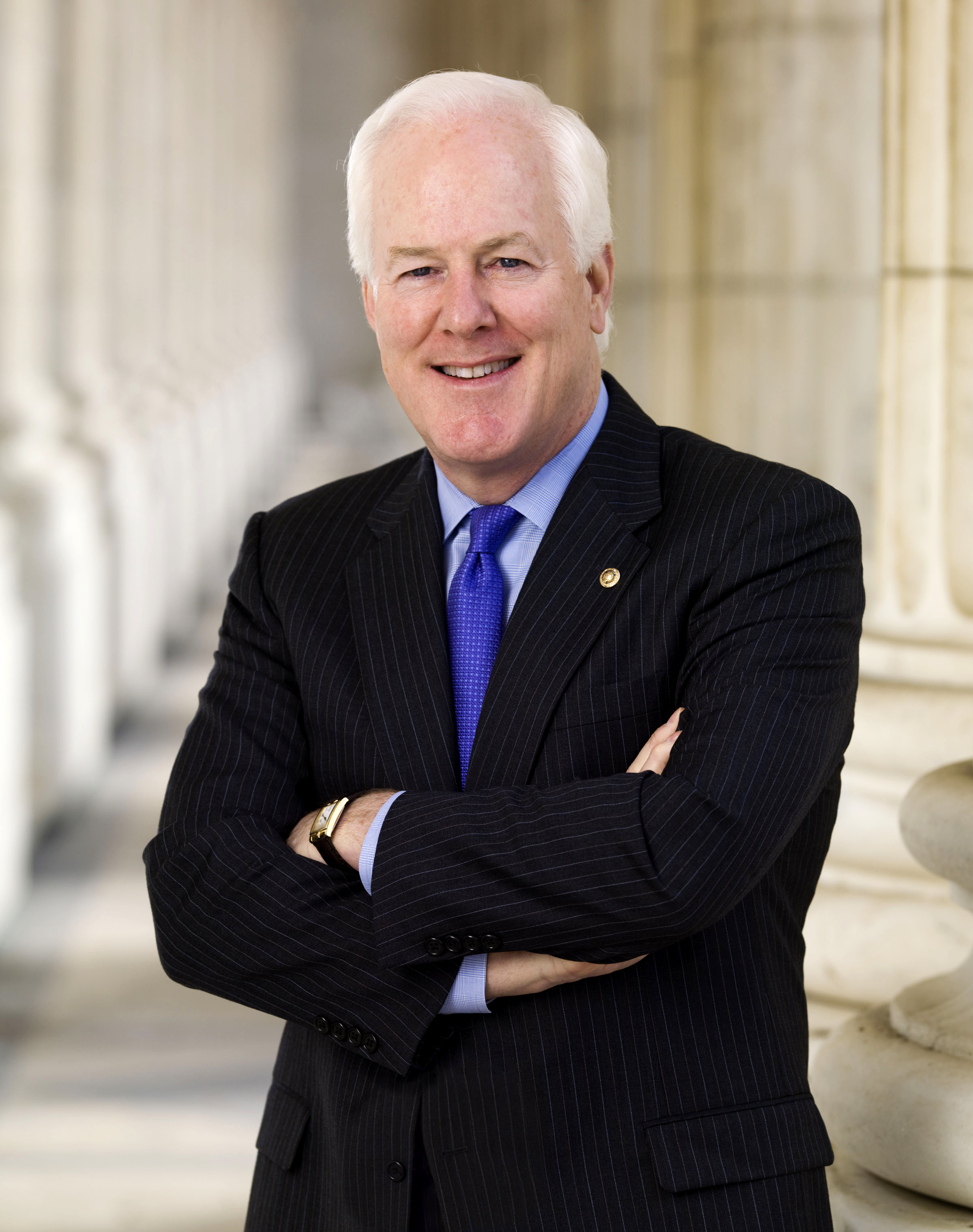
سناتور: جان کرنین (جمهوریخواه)

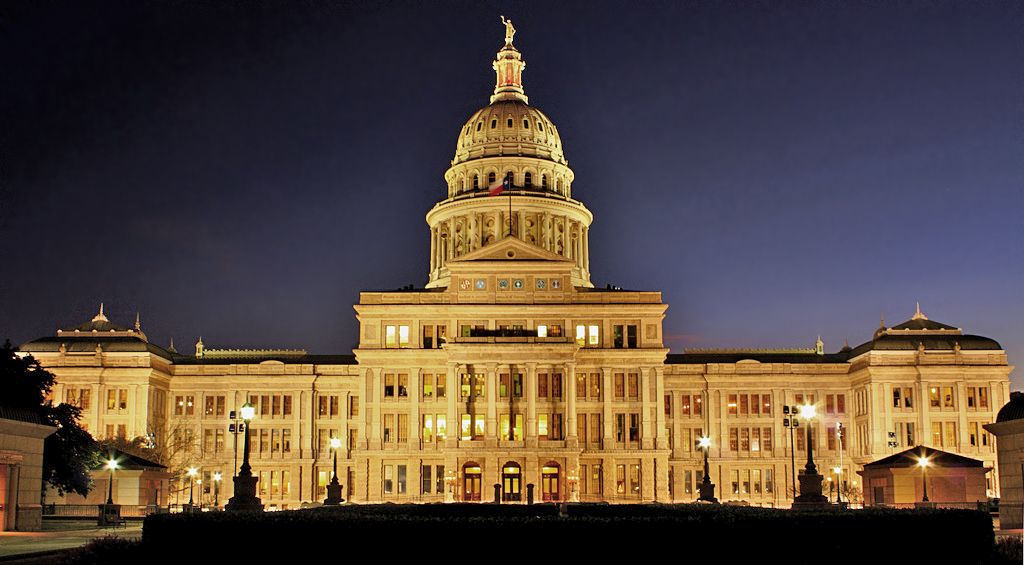
مجلس سنا و نمایندگان ایالت در کاپیتول ایالت تگزاس قرار دارد
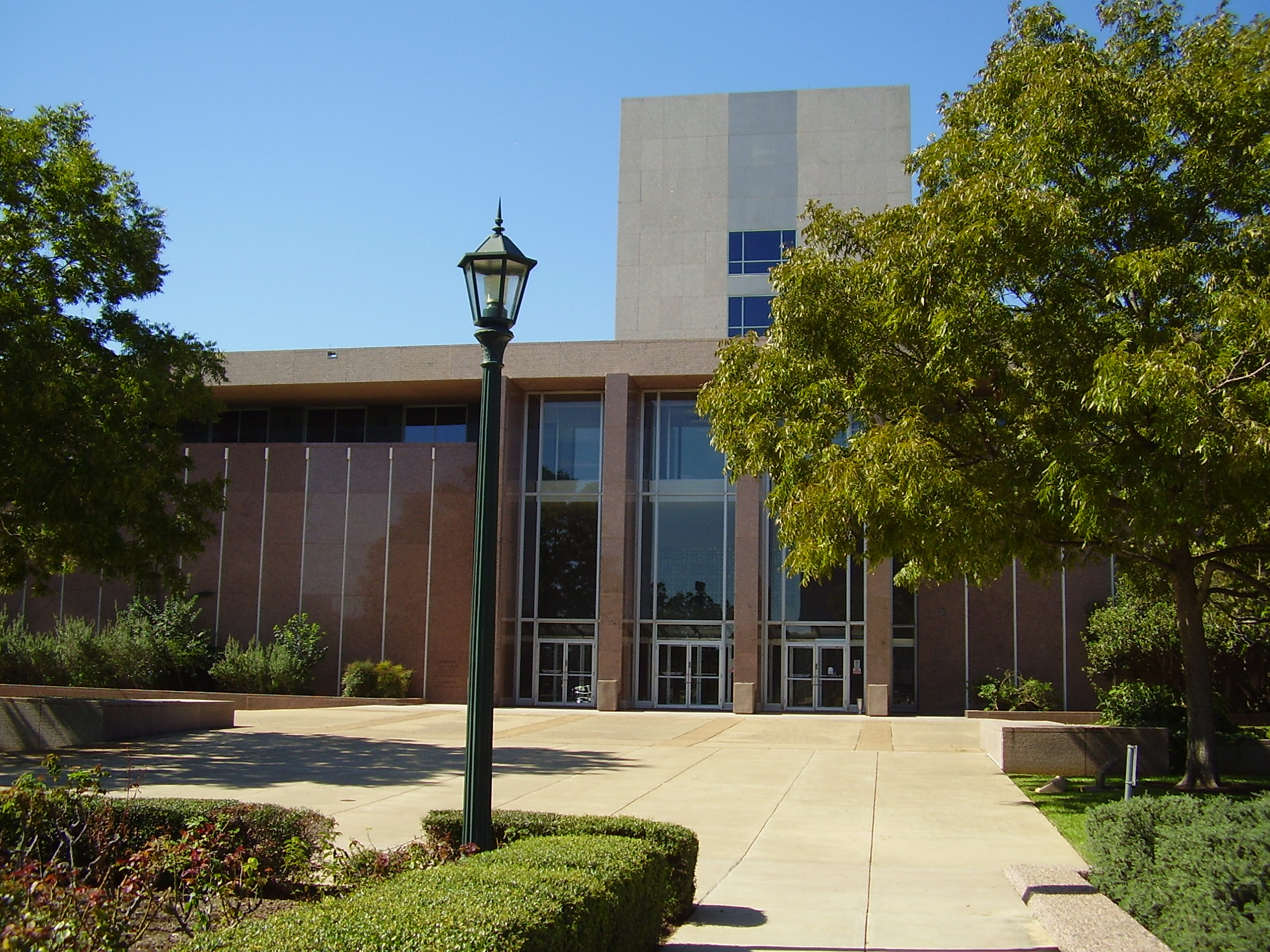
دیوان عالی تگزاس

ساختار سیاسی مجلس نمایندگان تگزاس (آبی: دموکرات، قرمز: جمهوریخواه)
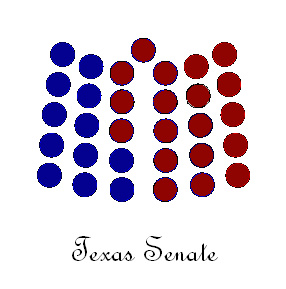
ساختار سیاسی سنای تگزاس (آبی: دموکرات، قرمز: جمهوریخواه)

## ورزش

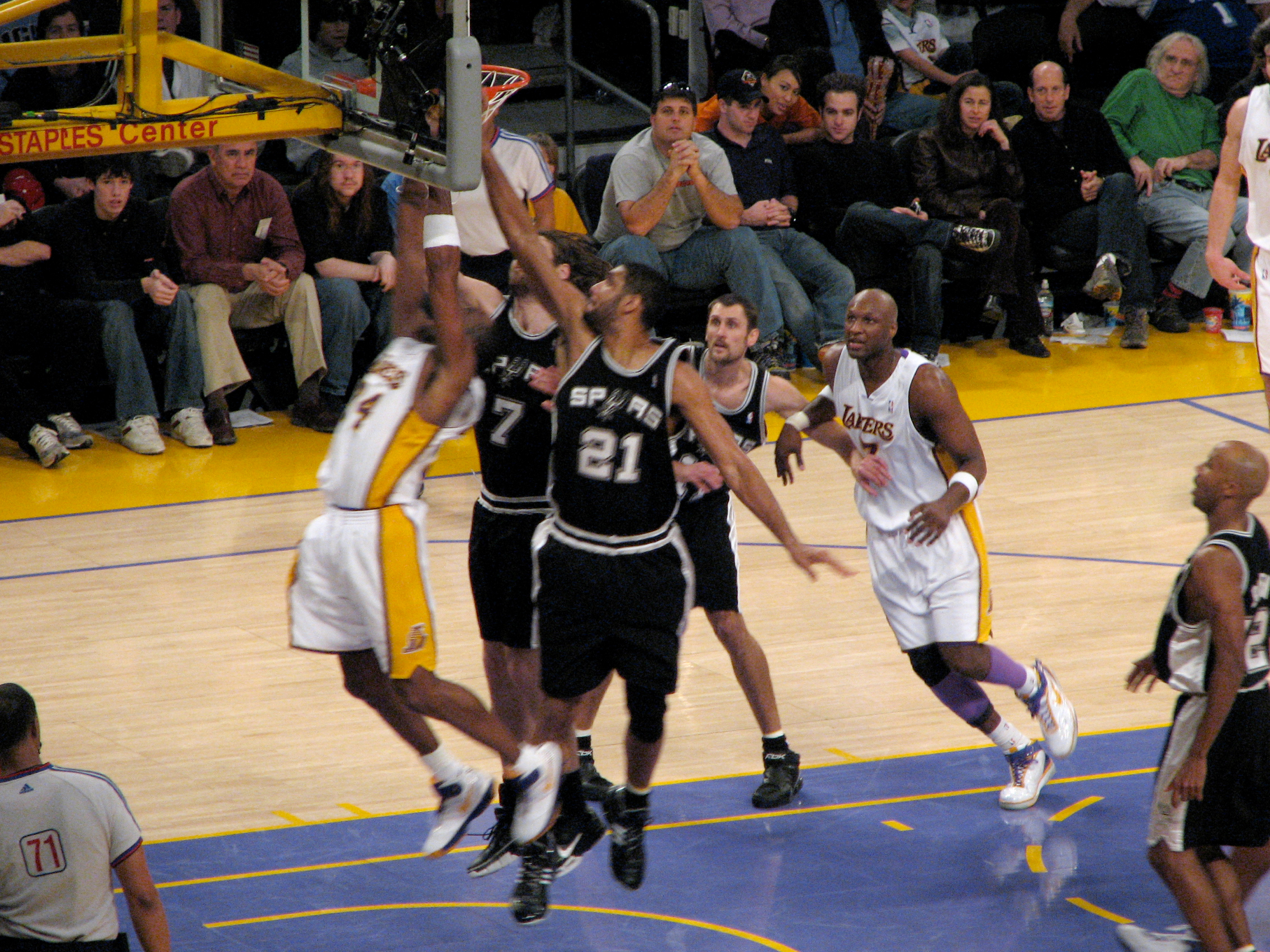
سن آنتونیو اسپرز در مصاف با لس آنجلس لیکرز

با داشتن تیمهای سان آنتونیو اسپرز، دالاس ماوریکس، و هیوستون راکتز، تگزاس دارای بیشترین تعداد تیم‌های ورزشی (بعد از کالیفرنیا با ۴ تیم لس آنجلس لیکرز، لس آنجلس کلیپرز، گلدن استیت واریرز و ساکرمنتو کینگز) در لیگ قهرمانی بسکتبال ان بی ای می‌باشد.
تیم سن آنتونیو اسپرز (San Antonio Spurs)، قهرمان لیگ بسکتبال حرفه‌ای ان بی ای (NBA) آمریکا در سال‌های ۱۹۹۹، ۲۰۰۳، ۲۰۰۵، و ۲۰۰۷ از شهر سن آنتونیو می‌باشد.
اما علاوه بر تیمهای دالاس ماوریکس و هیوستون راکتز از ان بی ای، تگزاس خانهٔ تیم‌های هیوستون تکسانز و دالاس کاوبویز از لیگ ان اف ال است.

## اقتصاد
از لحاظ میزان رشد اقتصادی، تگزاس در زمرهٔ ۵ ایالت برتر آمریکا است. اقتصاد تگزاس چهاردهمین اقتصاد جهان از لحاظ تولید ناخالص داخلی است به‌طوری‌که در سال ۲۰۱۲، این ایالت تولید ناخالص داخلی برابر با ۱٬۳۰۸٬۱۳۲ میلیارد دلار داشت. در مقایسه، تولید ناخالص داخلی کشور اسپانیا ۱٬۳۲۲٬۱۱۵ میلیارد دلار بود.

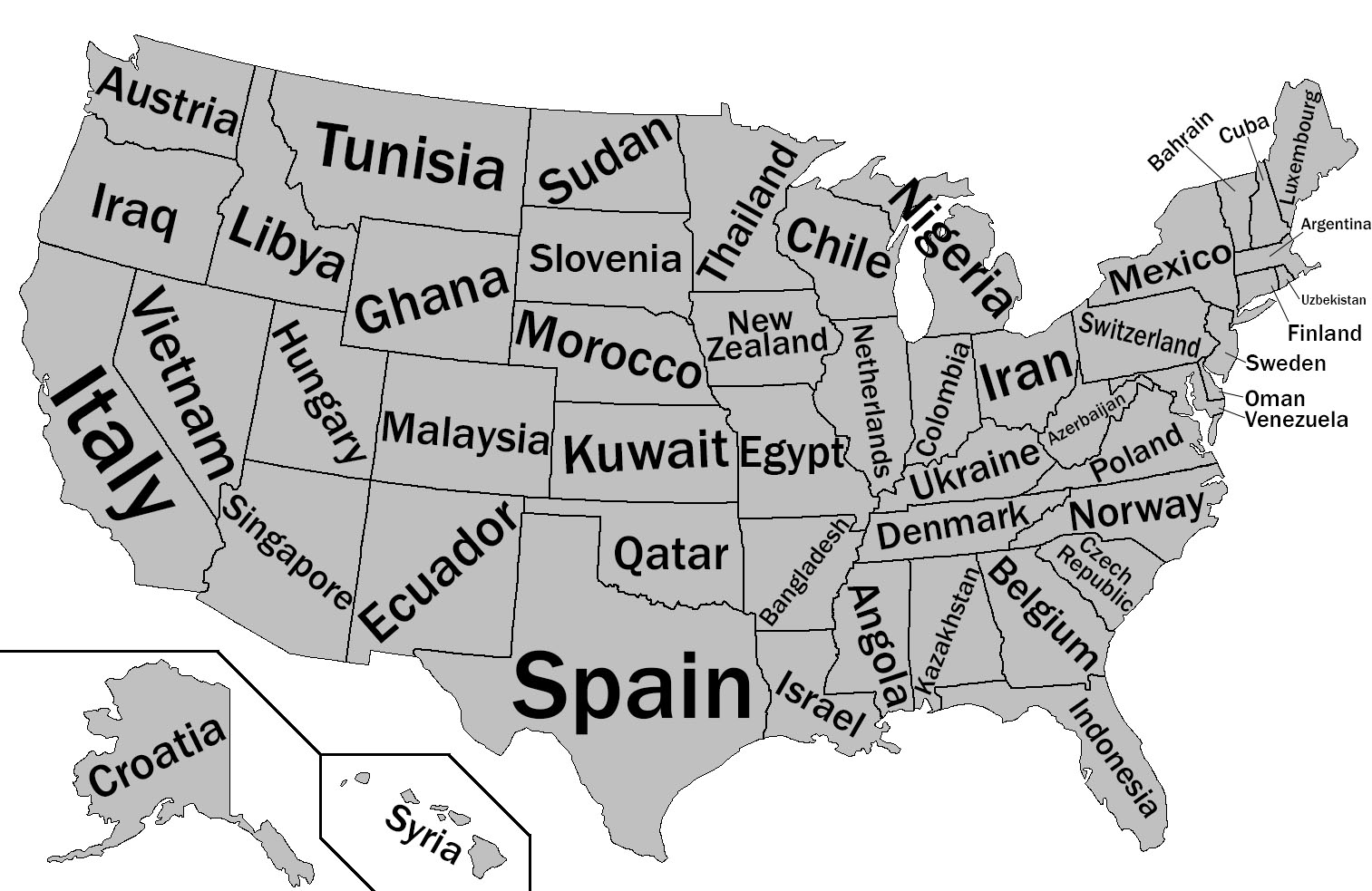
مقایسهٔ تولید ناخالص داخلی ایالت‌های آمریکا با کشورهای دیگر در سال ۲۰۱۲. ایالت تگزاس در این سال تولید ناخالصی اش نزدیک به کشور اسپانیا بوده‌است.

این ایالت با ۲۶۴ میلیارد دلار صادرات (ارقام سال ۲۰۱۲)، رتبه بزرگ‌ترین صادرکننده در میان پنجاه ایالت آمریکا را به خود اختصاص داده‌است.
اقتصاد تگزاس بر مبنای فناوری اطلاعات، صنایع انرژی زا همانند نیروی باد، نفت و گاز، و کشاورزی است. تگزاس ۸ میلیارد بشکه نفت ذخیره دارد و محصول اول کشاورزی آن پنبه است. از ۵۰ تا پر درآمدترین شرکت‌های فورچن ۵۰۰، شش شرکت در تگزاس مستقرند. این شرکت‌ها عبارت‌اند از: اکسون موبیل، کونوکوفیلیپس، هالیبرتون، والرو انرجی، ماراتان اویل، ای‌تی‌اندتی، و دل کامپیوترز. از شرکت‌های بزرگ دیگر آمریکایی که در تگزاس مستقرند می‌توان هواپیمایی ساوث وست، امریکن ایرلاینز، کنتیننتال ایرلاینز، و شرکت غذایی سیسکو را نام برد.

## دانشگاه‌ها و فناوری

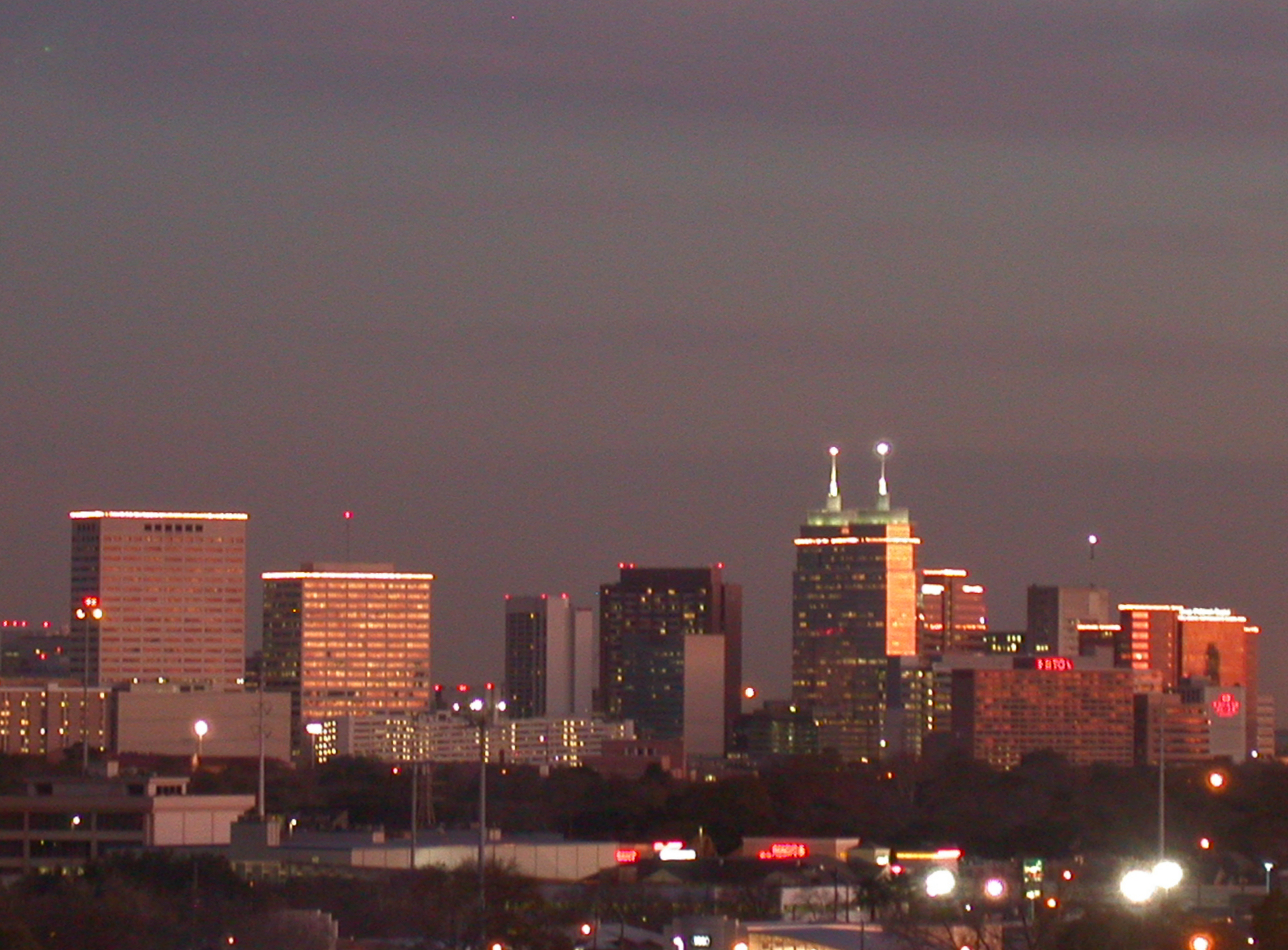
مرکز پزشکی تگزاس بزرگ‌ترین مرکز پزشکی دنیاست.

تگزاس در میان ایالات متحده آمریکا جزو پنج ایالت برتر از نظر میزان تحقیقات علمی در مراکز دانشگاهی و پزشکی می‌باشد. از لحاظ سرمایه‌گذاری در تحقیقات علمی و فناوری، ایالت تگزاس با ۲٫۵ میلیارد دلار سرمایه‌گذاری در کشور در رتبه نخست است. این ایالت در سال ۲۰۰۶ مجموعاً نزدیک به ۳٫۲ میلیارد دلار هزینه صرف تحقیقات علمی نمود.

## مشاهیر
از افراد مشهور این سرزمین می‌توان سلنا گومز، شان دیوری، ایتن هاک، متیو مک کانهی، هیلاری داف، لانس آرمسترانگ، چاک نوریس، جسیکا سیمپسون، جرج بوش، دوایت آیزنهاور، دنتون کولی (جراح قلب برجسته تاریخ پزشکی)، بادی هالی، استیو آستین (کشتی‌گیر حرفه ای WWE و معروف به مار تگزاس)، شاون مایکلز (کشتی کج کار حرفه ای و معروف به مستر رسلمنیا)، آندرتیکر (معروف به مرد مرده دنیای کشتی کج و سوپراستار WWE)، لیندون جانسون، جنیس جاپلین، تامی لی جونز، چستر نیمیتز (فرمانده نیروی دریایی آمریکا)، راس پروت (میلیاردر و سیاست‌مدار)، جیمی فاکس، دان هنلی، دونالد بارتلمی، کریگ الوود، جنیفر لاو هیوت، و دن رادر (مجری سراسری اخبار) راس اولبریکت نام برد.

## پارک‌ها و مناطق ملی

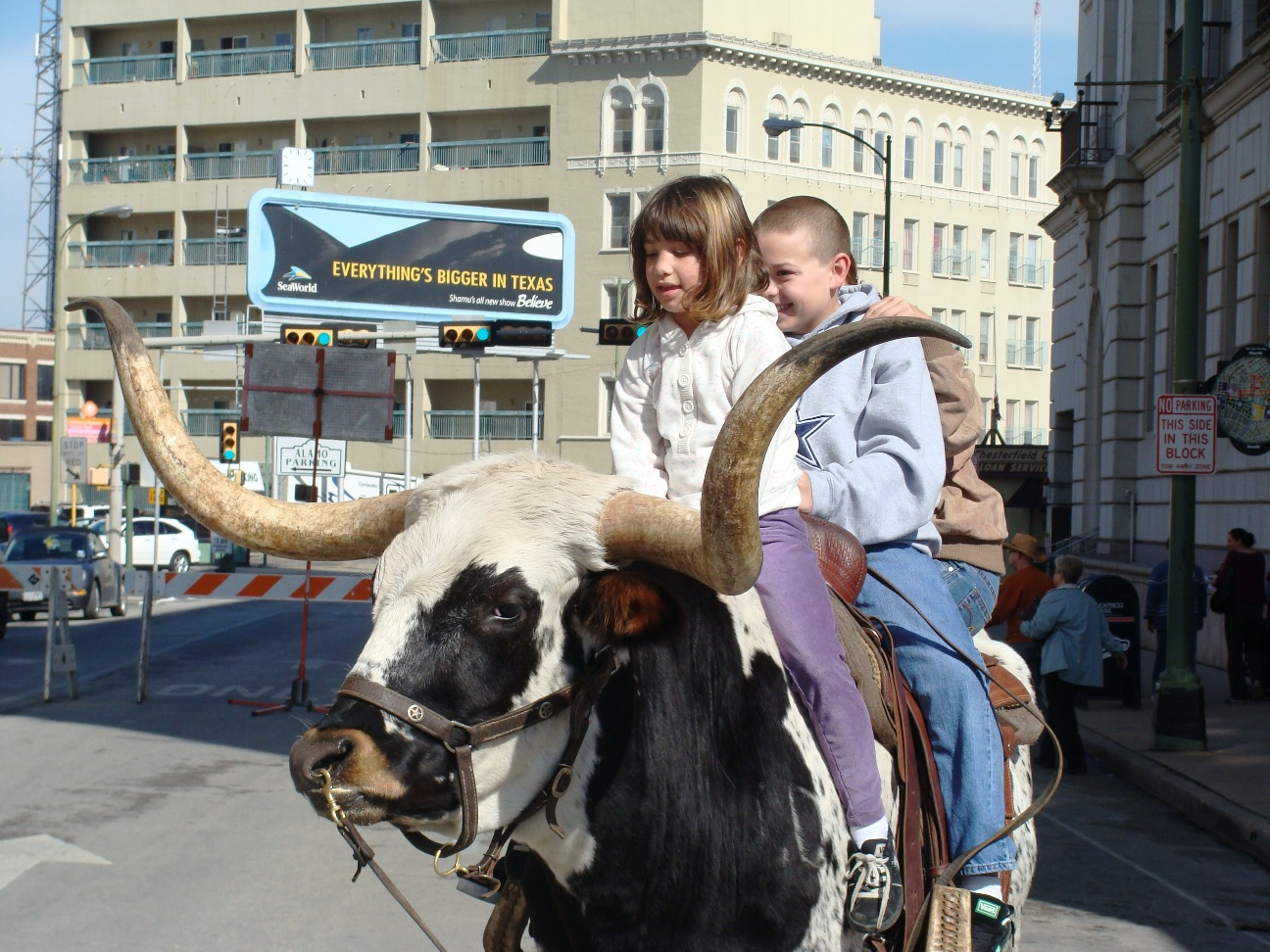
درازشاخ تگزاس

علاوه بر پارکهای فراوانی همانند بوستان آبی فورت وورث که در شهرها قرار دارند، ایالت تگزاس دارای ۱۱۵ پارک ایالتی می‌باشد. از این نمونه می‌توان به منطقه طبیعی ایالتی افرای گمشده، پارک ایالتی جزیره موستانگ، پارک ایالتی سنگ سحرآمیز، و پارک ایالتی گارنر اشاره نمود.
در میان مناطق ملی، برخی همانند پارک تاریخی ملی میسیون‌های سن آنتونیو دارای اهمیت تاریخی می‌باشند، درحالی‌که برخی دیگر از پارکهای طبیعی و مناطق حفاظت شده می‌باشند. از این نمونه می‌توان به ساحل ملی جزیره پادره، پارک ملی بیگ بند، پارک ملی کوه‌های گوادالوپه، منطقه حفاظت شده ملی آرانزاس، و منطقه حفاظت شده ملی لاگونا آتاسکوزا اشاره نمود؛ و برخی دیگر از پارک‌ها دارای وجههٔ تفریحی-حفاظتی می‌باشند، همانند منطقه تفریحی ملی آمیستاد که در مرز مکزیک قرار دارد.

## نگارخانه

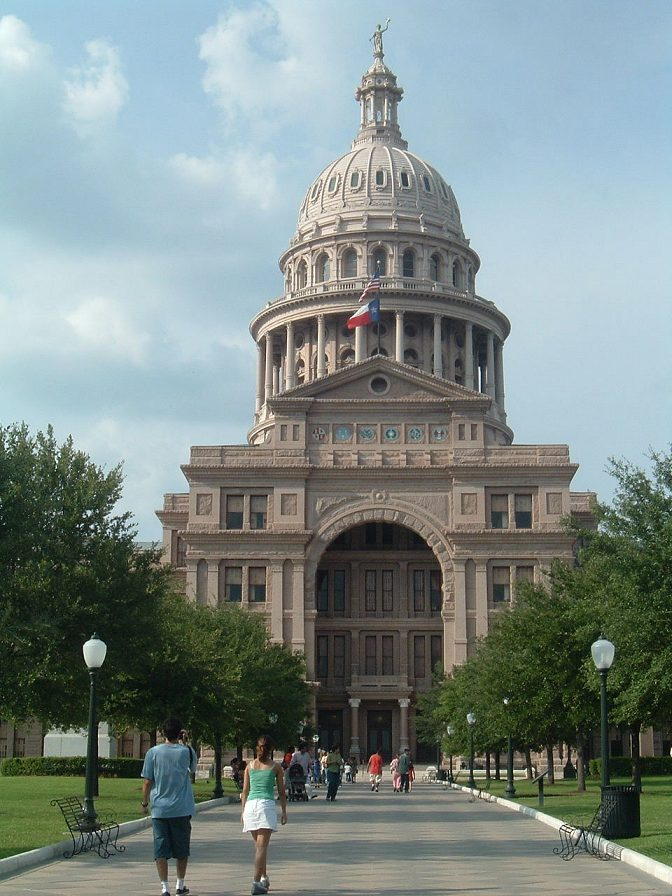
پایتخت ایالت تکزاس در شهر آستین. مجلس سنا و عوام، هر دو در این مکان قرار دارند.
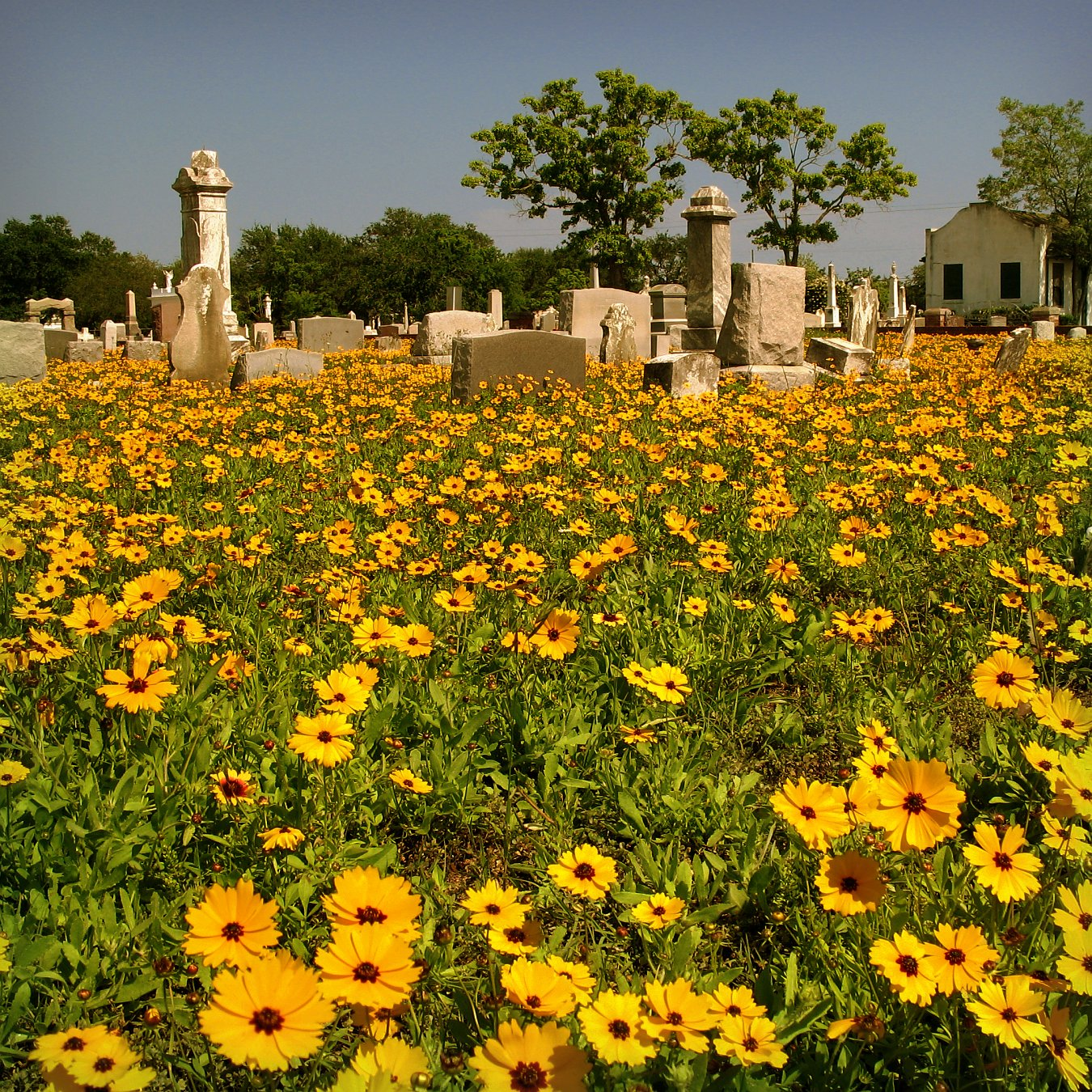
یک آرامگاه در گلوستون، تگزاس
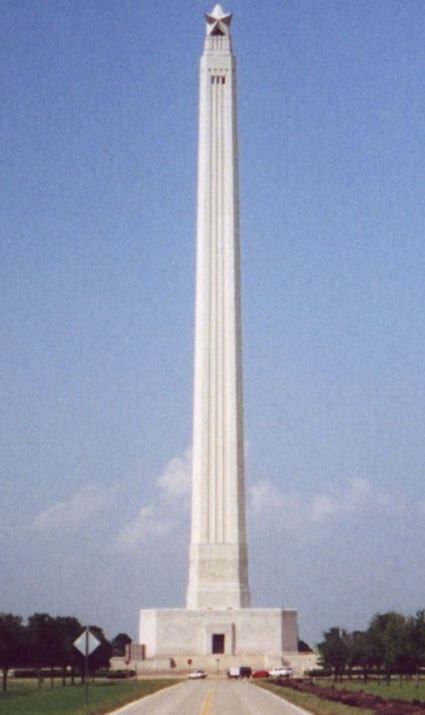
یادبود سن جاسینتو، جایی که نبرد سن جاسینتو در آن رخ داد، و تگزاسی‌ها ارتش مکزیک را قاطعانه شکست داده و به استقلال دست یافتند.
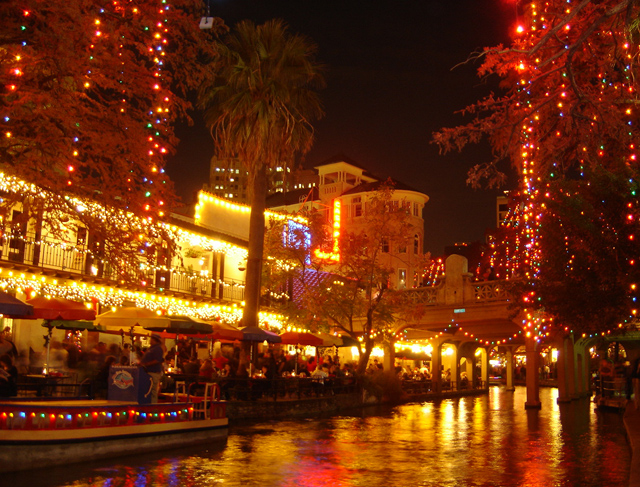
آب وهوای مطبوع و صنعت پیشرفته گردشگری شهر سن‌آنتونیو هر سال باعث جذب بیست میلیون گردشگر به این شهر می‌شود.

### وبگاه‌های رسمی
- فرماندار تگزاس
- سنای تگزاس
- وزیر امور خارجه تگزاس
- مجلس نمایندگان تگزاس
- دادگاه عالی تگزاس
- دادستان کل تگزاس
- نیروهای مسلح ایالت تگزاس

### مراکز و جوامع مهم ایرانی مقیم تکزاس
- جامعه پزشکان ایرانی مقیم تگزاس
- جامعه ایرانیان رایس
- جامعه دانشجویان ایرانی دانشگاه UT Arlington در دالاس
- جامعه دانشجویان ایرانی دانشگاه Texas A&M
- سازمان علمی فرهنگی دانشجویان ایرانی تگزاس
- شیرین عبادی در سن آنتونیو بایگانی‌شده  در ۲۷ مه ۲۰۰۶ توسط Wayback Machine
- مرکز مطالعات زبان فارسی دانشگاه تکزاس
  - مرکز دوم[پیوند مرده]

### پیوندهای دیگر
- نشریه و وبگاه گردشگری سازمان راه و ترابری ایالت تگزاس
- مرکز فضایی ناسا در هوستون
- نگارخانه عکس‌های نفیسی از تگزاس